# الألعاب الأولمبية الصيفية 2016

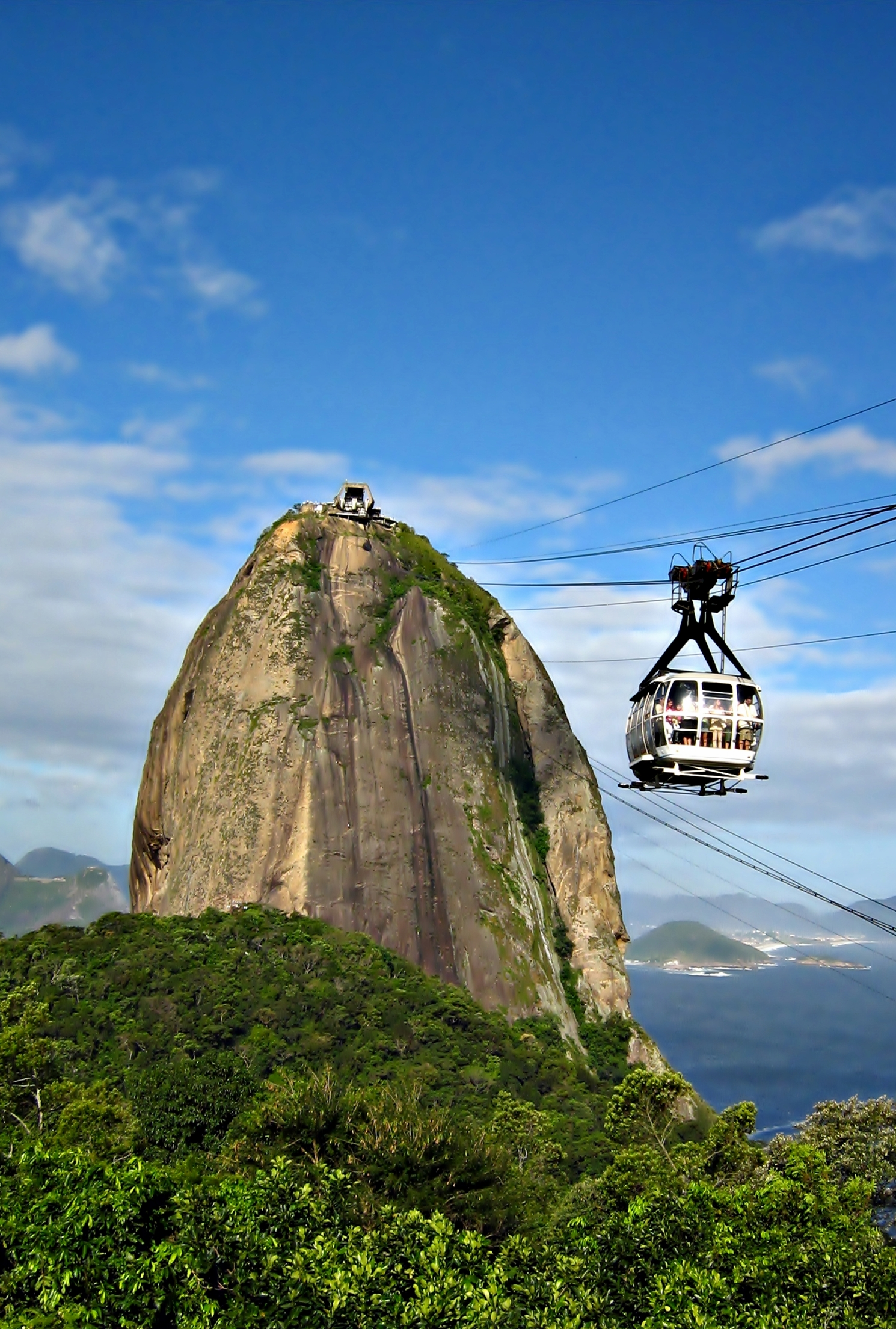

دورة الألعاب الأولمبية الصيفية لعام 2016 (بالبرتغالية:Jogos Olímpicos de Verão de 2016)، والمعروفة أيضاً باسم دورة الألعاب الأولمبية الحادية والثلاثين وتعرف أيضاً باسم ريو 2016 هو حدث رياضي دولي متعدد نظم في ريو دي جانيرو، البرازيل، من 5 إلى 21 أغسطس 2016. شارك في هذه البطولة أكثر من 10,500 رياضي من مختلف اللجان الأولمبية الوطنية، وشاركت كلتا دولتي كوسوفو وجنوب السودان لأول مرة في هذه البطولة وتم السماح للمهاجرين في المشاركة في هذه النسخة من الألعاب الأولمبية الصيفية و ذلك بعلم الألعاب الأولمبية ونشيدها و تحت اسم فريق الرياضيين الأولمبيين اللاجئين. جرت البطولات الرياضية في 33 مكان في المدينة المضيفة، إضافة إلى 5 أماكن في مدينة ساو باولو (أكبر مدينة في البرازيل)، بيلو هوريزونتي سالفادور، برازيليا (العاصمة البرازيليية) وماناوس، وسوف تكون هذه الألعاب الأولمبية الصيفية الأولى في ظل رئاسة رئيس اللجنة الأولمبية الدولية توماس باخ.
جاء الإعلان عن المدينة المضيفة في ريو دي جانيرو في الدورة الأولمبية الدولية الأولى 121 التي عقدت في كوبنهاغن، الدنمارك، يوم 2 أكتوبر 2009، وكانت من بين المدن المرشحة الأخرى مدريد، إسبانيا ،شيكاغو ،الولايات المتحدة ،طوكيو ، اليابان. تعتبر ريو دي جانيرو أول مدينة في أمريكا الجنوبية تستضيف دورة الألعاب الأولمبية الصيفية، المدينة الثانية في أمريكا اللاتينية لاستضافة الحدث بعد مكسيكو سيتي في عام 1968، والأولى منذ 2000 التي ستعقد في نصف الكرة الجنوبي.

## اختيار المدينة المضيفة

### المدن المرشحة
- ريو دي جانيرو اعلنت ترشحها بتاريخ 1 أيلول 2006
- مدريد اعلنت ترشحها بتاريخ 30 أيار 2007
- طوكيو اعلنت ترشحها بتاريخ 30 آب 2006
- شيكاغو اختيرت بتاريخ 14 نيسان 2007 لتمثل الولايات المتحدة
- الدوحة
- براغ أعلنت ترشحها بتاريخ 22 آذار 2007
- باكو

### تقديم الطلبات
بتاريخ 16 أيار 2007 دعت اللجنة الأولمبية الدولية اللجان الوطنية إلى التقدم بطلباتها لاستضافة الألعاب الاولمبية 2016، وكان لزام على المدن الراغبة في الاستضافة تقديم طلباتها الاولية إلى اللجنة الأولمبية الدولية بحلول 13 أيلول 2007، و كان على المدن المرشحة لاستكمال ملفها وبشكل نهائي الإجابة على 25 مسألة من خلال استمارة مقدمة من اللجنة الأولمبية الدولية بحد اقصاه 14 كانون الأول 2008، بتاريخ 4 حزيران 2008 تم اختيار المدن التي سوف تدخل في سباق التصويت لاختيار المدينة المضيفة وهي شيكاغو ومدريد وريو دي جانيرو وطوكيو، و استبعاد كل من الدوحة وباكو وبراغ

### التصويت
عقدت اللجنة الأولمبية الدولية دورتها 121 في كوبنهاغن بتاريخ 2 تشرين الأول 2009 للتصويت للمدينة المضيفة، تم استبعاد شيكاغو من الجولة الأولى و طوكيو من الثانية، لتبقى الجولة الأخيرة من التصويت بين مدريد وريو دي جانيرو حيث نالت الأخيرة القدر الأكبر من التصويت.
| المدن المرشحة            | الجولة 1 (%) | الجولة 2 (%) | الجولة 3 (%) |
| ------------------------ | ------------ | ------------ | ------------ |
| ريو دي جانيرو، البرازيل  | 26 (28%)     | 46 (48%)     | 66 (67%)     |
| مدريد، إسبانيا           | 28 (30%)     | 29 (31%)     | 32 (34%)     |
| طوكيو، اليابان           | 22 (23%)     | 20 (21%)     |              |
| شيكاغو، الولايات المتحدة | 18 (19%)     |              |              |

## التنظيم والدعاية

### المتطوعين
قام المتطوعون بمجموعة متنوعة من المهام قبل وأثناء الألعاب. في عام 2012 حدد المنظمين ضرورة تجنيد 50,000 متطوع الا انه ومع بداية التجنيد في عام 2014 كان هناك ما يفوق 240,000 طلب تطوع، كان اللباس الرسمي للمتطوعين عبارة عن قمصان بولو وسترات صفراء والسراويل بيج والجوارب البيضاء واحذية رياضية خضراء. كان المتطوعين يرتدون بطاقات تعريفية بهم وبأماكن المصرح التواجد بها، كتلك التي يرتديها الإداريين، الرياضيين والاعلاميين .

### التعويذة - التميمة
تم الكشف عن التميمات الرسمية لدورة الألعاب الاولمبية الصيفية 2016 و البارالمبية في 24 تشرين الثاني 2014. تم ابتكارها من قبل شركة الرسوم المتحركة بيردو مقرها ساو باولو. وتمثل التميمة الأولمبية فينيسيوس الحياة البرية البرازيلية وتحمل صفات تصميم القطط والقرود والطيور. وقصة ابتكارهم الخيالية، فهي ان التميمة «ولدت من فرحة البرازيليين بعد أن أعلن أن ريو ستستضيف الألعاب». وذكر مدير العلامة التجارية بيث لولا أن التميمات تهدف إلى أن تعكس تنوع ثقافة البرازيل والناس. وبعد العرض عقد المنظمون تصويتا لتحديد اسم للتعويذه، في 14 كانون الاول أعلن أن الجمهور اختار فينيسيوس اسما للتميمة الأولمبية، تكريما لفينيسيوس دي مورايس وتوم للتميمة الالولمبية للمعاقين؛ تكريما لجوبيم توم.

### الشعار
عالم جديد ( بالإنجليزية ِA NEW WORLD) (بالبرتغالية UM MUNDO NOVO ) هو شعار الدورة الحادية والثلاثين، بتاريخ 14 حزيران 2016 قامت اللجنة المنظمة لريو 2016 بالكشف عنه امام الصحافة. حيث يمثل هذا الشعار القيم والمُثل التي تريد البرازيل ايصالها للعالم من خلال استضافتها للالعاب الأولمبية والمتمثلة بالوحدة واحترام التنوع وإرادة التغيير.

### التذاكر
قامت اللجنة المنظمة لدورة ريو 2016 بتاريخ 20 أيار 2016 بالكشف عن تذاكر الفعاليات التي سوف تقام في ريو 2016، معلنة ان ما يميز هذه التذاكر عن سابقاتها من تذاكر الدورات السابقة ان لكل رياضة رسم توضيحي خاص به قد لوحظ في التذكرة وطابع الالوان التي تمثل الثقافة البرازيلية،
ما يوازي الستة ملايين تذكرة معده للبيع كان قد بيع منها قبل تاريخ الكشف عنها ما عدده اربع ملايين تذكرة. أسعار التذاكر تتراوح ما بين 70 ريال برازيلي و 4600 ريال برازيلي.

### البث والنقل الإعلامي
مكتب خدمات البث والنقل الأولمبي (خ. ب. أ.) التابع للجنة الدولية الأولمبية هو الذي يؤمن لجميع حاملي حقوق البث نقل الصورة، قام (خ. ب. أ.) بنقل 40,000 ساعة من اللقطات التلفزيونية و 60,000 ساعة من اللقطات الرقمية للألعاب لحملة حقوق بثها الدولية، لأول مرة في التاريخ الأولمبي، تتجاوز اللقطات الرقمية ساعات اللقطات التلفيزيونية.
شيد مركز البث الدولي في تجمع بارا دا تيجوكا. وقام كل من NHK و (خ. ب. أ.) بتصوير أجزاء من الألعاب، بما في ذلك حفل الافتتاح وبعض الفعاليات المختارة في فيديو بدقة 8K. بالإضافة إلى ذلك، توسع في تجربة التصوير بطريقة 180 درجة في دورة الألعاب الاولمبية الشتوية للشباب 2016، كذلك تم تصوير 85 ساعة فيديو في صيغة 360 درجة أو ما يسمى الواقع الافتراضي. في الولايات المتحدة، عرضت NBC الفعاليات بجودة 4K لمشتركين في قنواتها، بتحويلها من لقطات 8K مدعومة بتقنية فيديو ذو مدى ديناميكي عالي و صوتيات دولبي أتموس.
اما منافسات الريجبي والغولف الجديدتين تم تصويرهما وبثها عن طريق NBC فيما يتعلق في منافسات الغولف وسي سكاي نيوزيلندا فيما يتعلق بمنافسات سباعي الريجبي نظرا لخبرتهم في البث المحلي للرياضة الجديدة التي أدخلت في الأولمبياد.

### الشعلة
بتاريخ 21 نيسان 2016 وبحسب التقليد المتبع تم إيقاد الشعلة الأولمبية في معبد هيرا في مدينة اولمبيا في اليونان مهد الألعاب الأولمبية معلنة عن بداية رحلة الشعلة الأولمبية باتجاه المدينة المضيفة ليتم اشعال مرجل الألعاب الأولمبية في يوم الافتتاح بتاريخ 5 آب 2016 . توقفت الرحلة بشكل جزئي في سويسرا البلد التي تستضيف مقر اللجنة الأولمبية الدولية، و من ثم وصلت الشعلة إلى العاصمة البرازيلية برازيليا بتاريخ 3 أيار 2016 حيث بدأت رحلة الشعلة لعموم الولايات البرازيلية حيث تجاوز عدد المدن 300 و تتابع على حملها آلاف الأشخاص.

### الميدالية
في 14 حزيران 2016 تم الكشف عن الميدالية المعتمدة في ريو 2016 و المميزة بان الميدالية الذهبية منها مصنوعة من دون استخدام الزئبق وذلك وفقا لمعايير الاستدامة الدقيقة، اما الفضية والبرونزية فتم إنتاجها باستخدام مواد معاد تدويرها بنسبة 30%، و اخيرا فان الاشرطة البلاستيكية المربوطة بالميدالية فهي مصنوعة من العبوات البلاستيكية المعاد تدويرها، اما تصميم الميدالية فان احدا واجهاتها ووفقا للعرف الاولمبي ينقش عليها كل من نيكه الهة النصر في اولمبيا، أستاد باناثينيك في أثينا بالإضافة إلى أكروبوليس أثينا أما الوجه الآخر فيبرز شعار الدورة مع الحلقات الخمس محاط باكليل الغار اما المنافسة المراد منح الميدالية خلالها فانها منقوشة على حوافها.
في أيار من 2017 تبين ان بعض الميداليات قد تعرضت للصدأ أو تلف في المظهر الخارجي، حيث قام الفائزين بإعادتها إلى اللجنة الوطنية التي بدورها تواصلت مع المنظمين في البرازيل حيث عملو على إعادة صيانتها . ووفقا لتصريحات مسؤولين في اللجنة المنظمة فان ما عدده 130 ميدالية معضمها برونزية قد تعرضت للضرر.

## مرافق الألعاب
تتوزع المرافق التي استضافت فعاليات الألعاب الأولمبية ريو 2016 على اربع مناطق من ضمن نطاق مدينة ريو دي جانيرو وهي ماراكانا، كوباكبانا، ديودور و أخيرا منطقة بارا دا تيجوكا التي استضافت العدد الأكبر من المرافق بالإضافة إلى القرية الأولمبية.

♦ منطقة بارا دا تيجوكا : استضافت 15 مرفق رياضي بالإضافة إلى القرية الأولمبية.

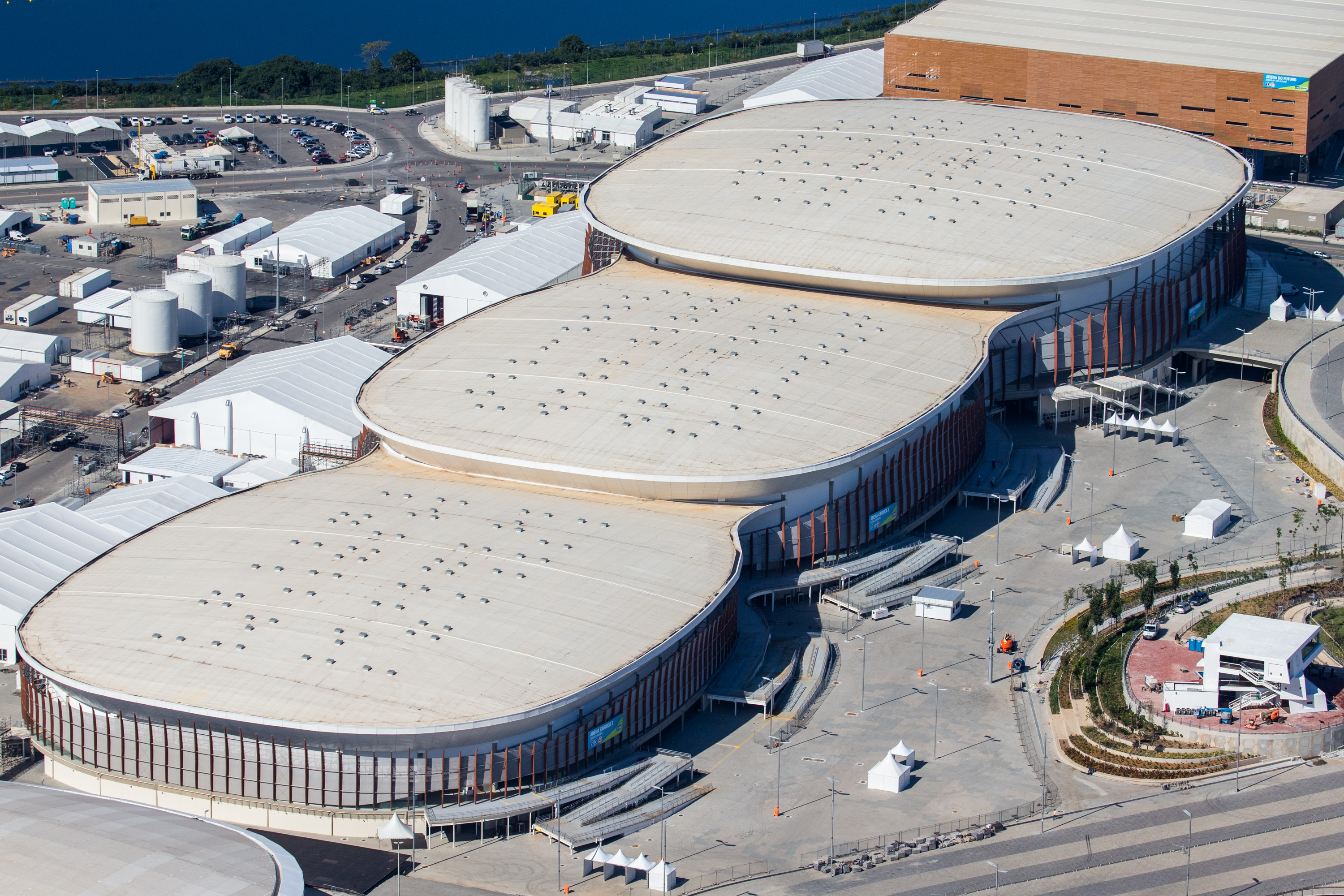
1 - 2 - 3
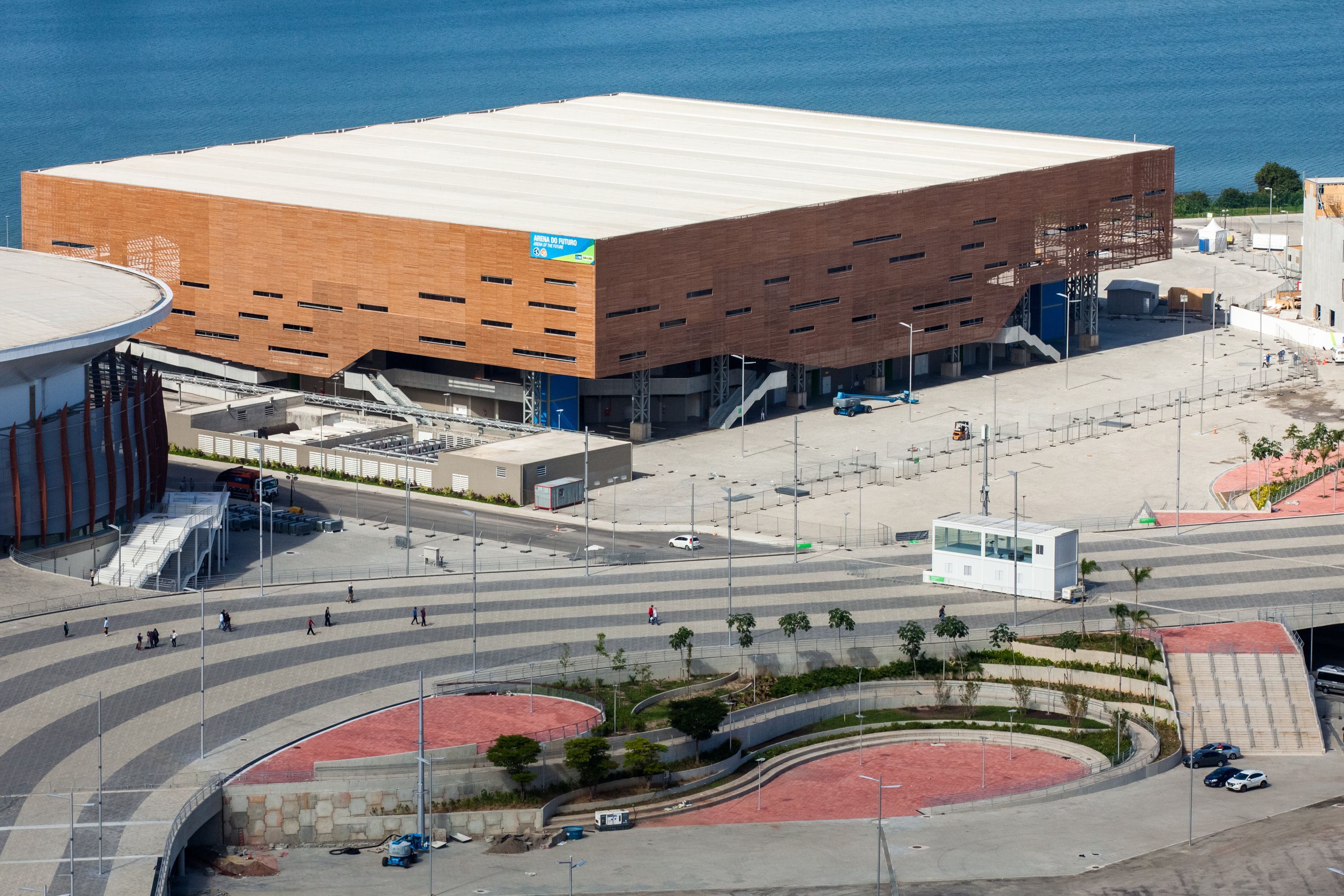
4
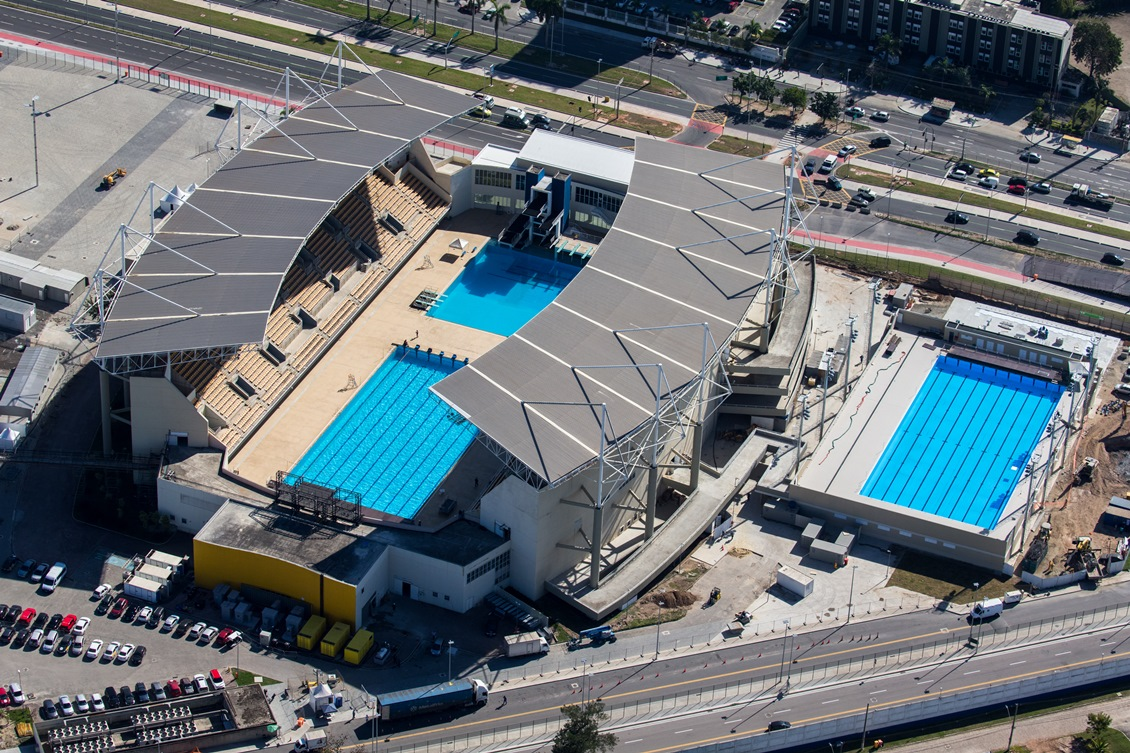
5
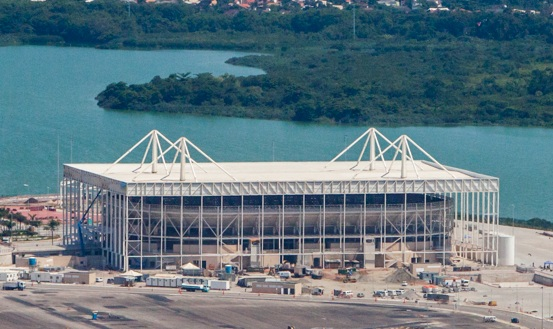
6
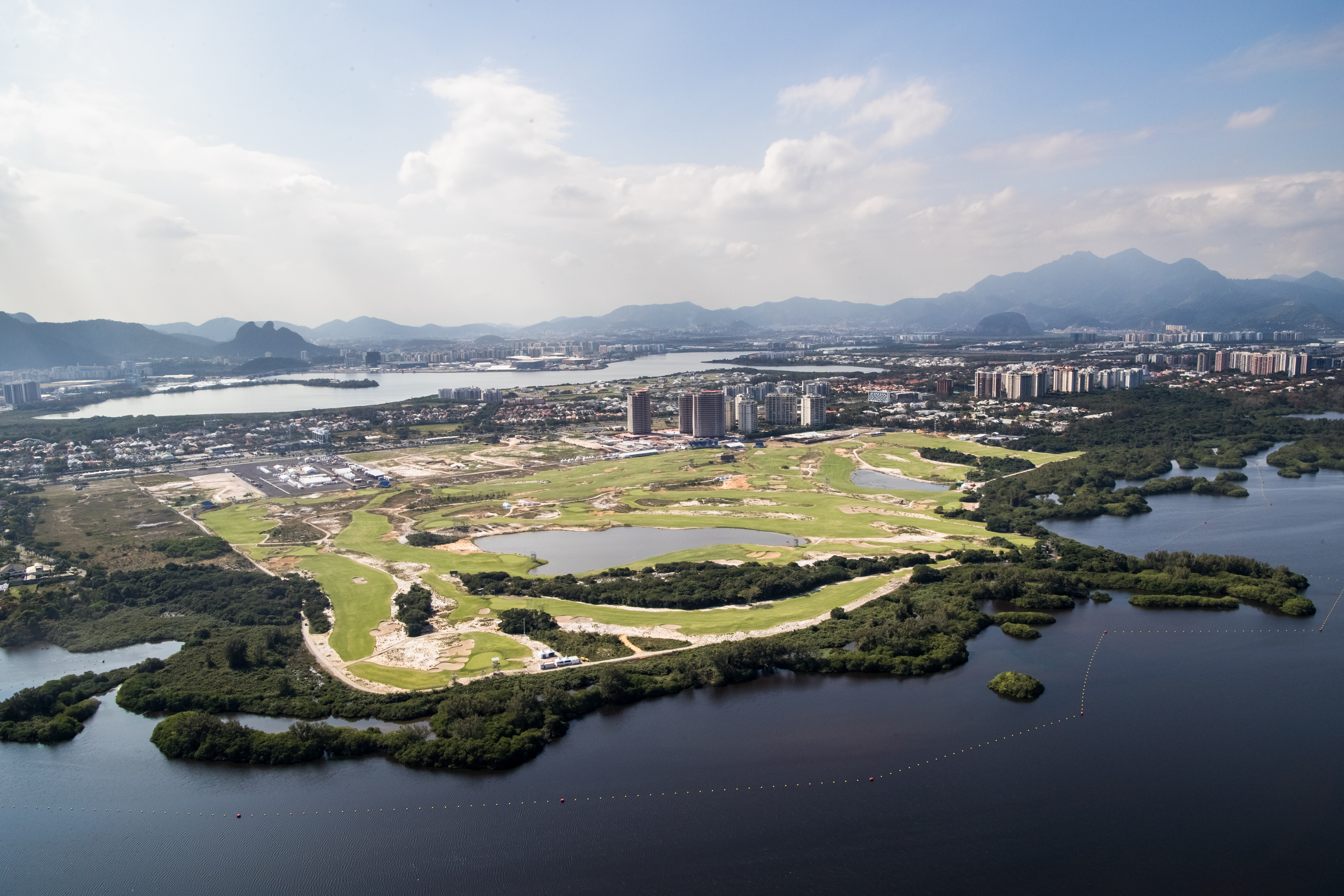
7
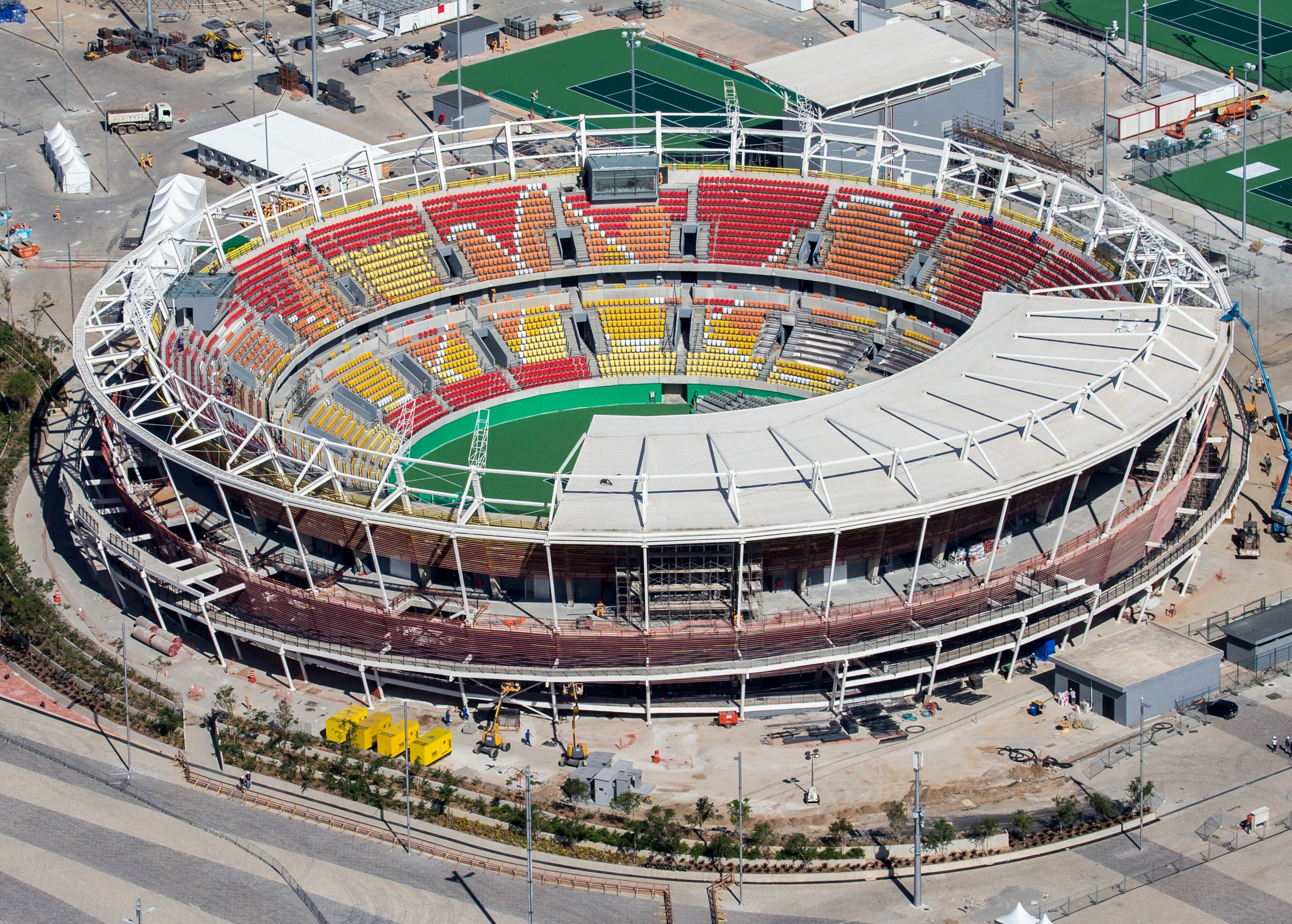
8
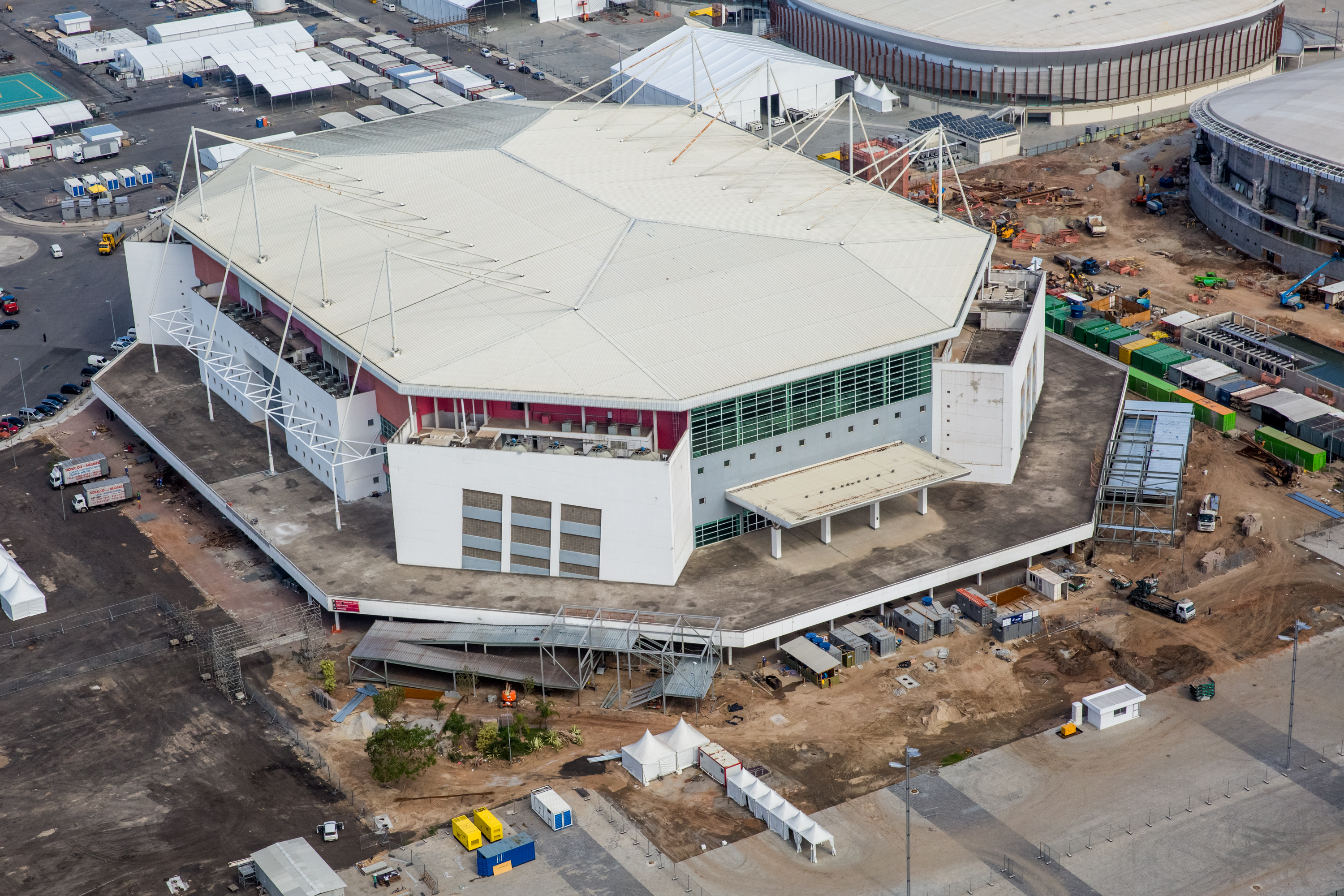
9
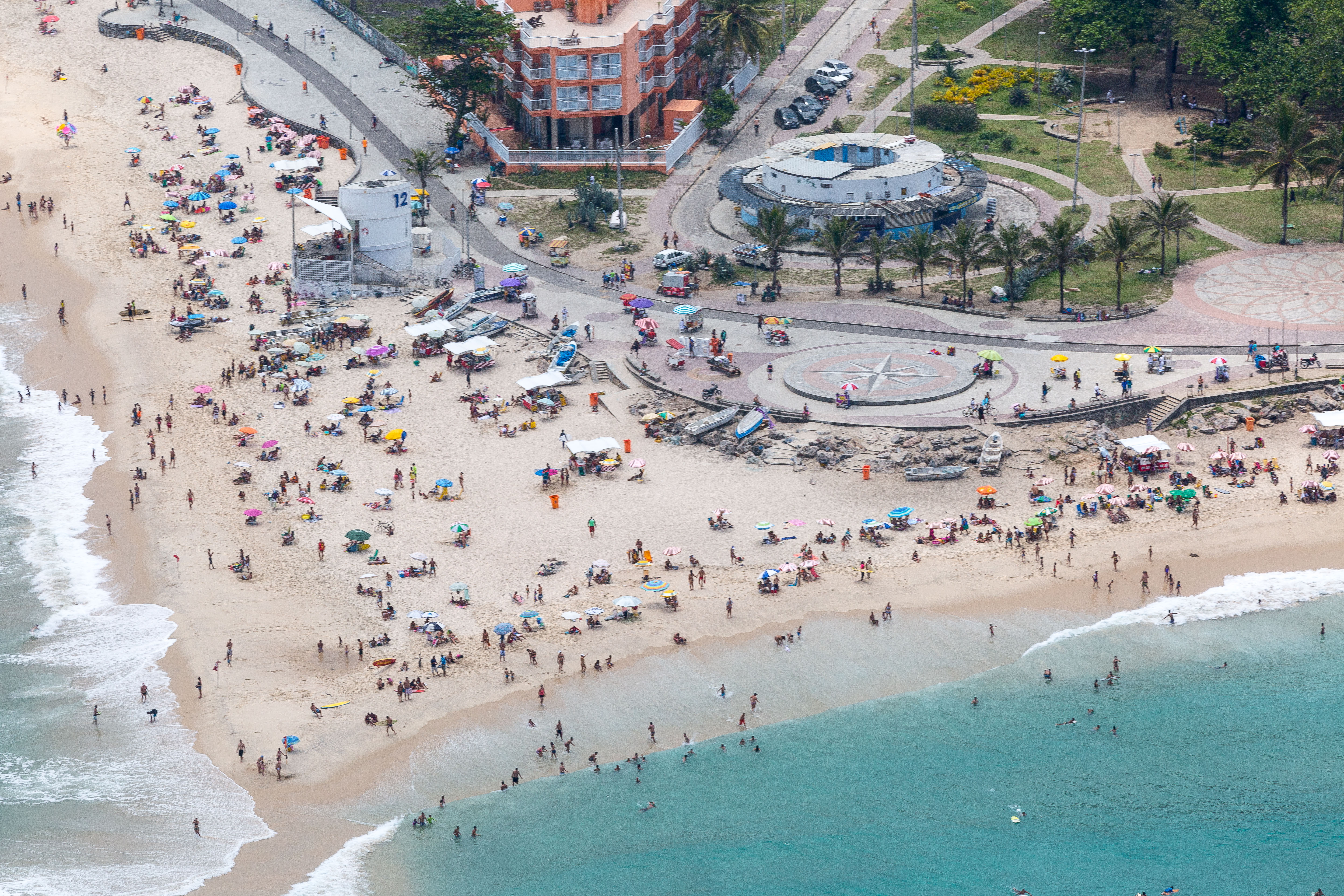
10
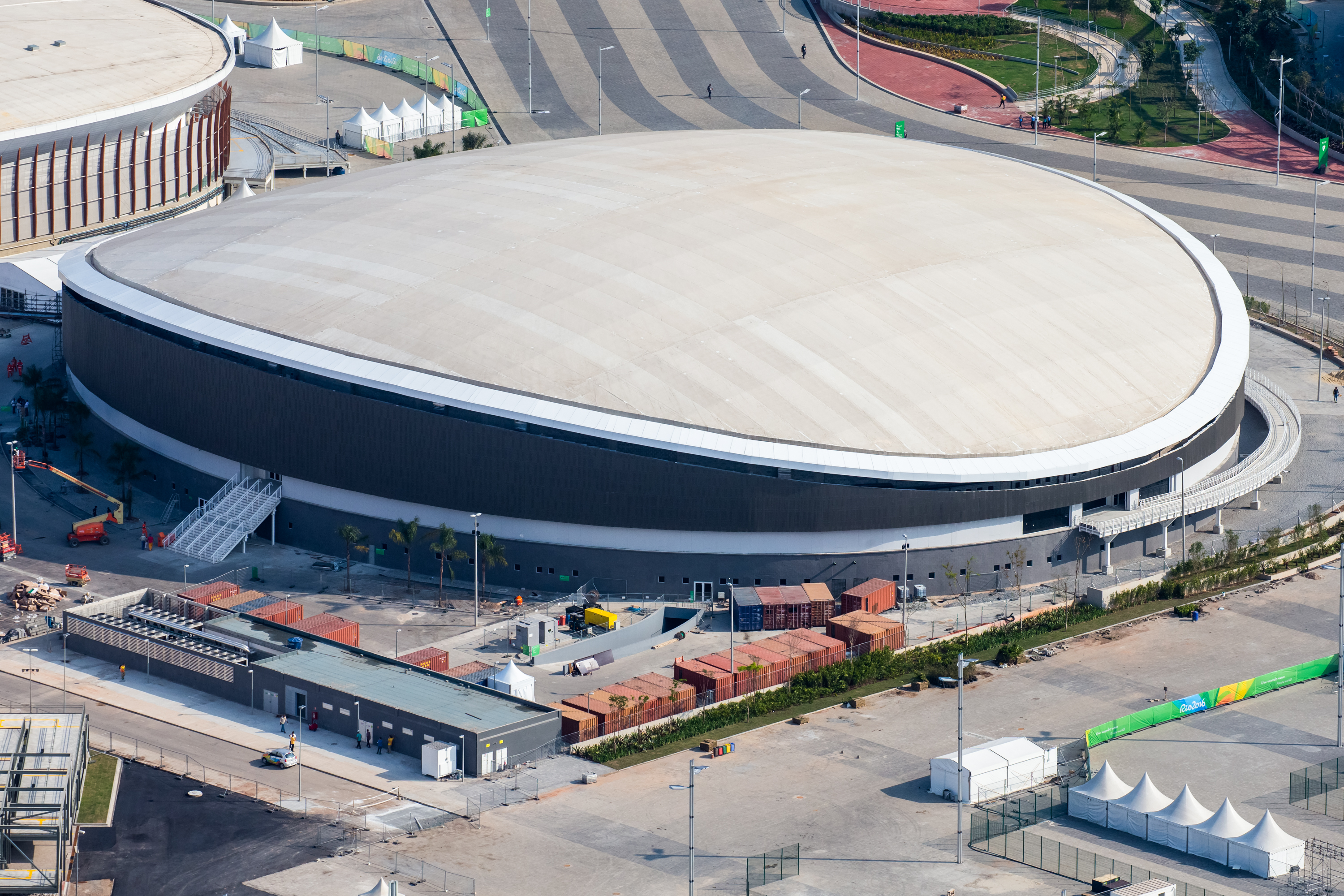
11

01- صالة كاريوكا 1 : تتسع ل16000 متفرج استضافت فعالية كرة السلة.
02- صالة كاريوكا 2 : تتسع ل10000 متفرج استضافت فعالية الجودو والمصارعة.
03- صالة كاريوكا 3 : تتسع ل10000 متفرج استضافت فعالية المبارزة والتايكوندو.
04- صالة المستقبل : تتسع ل12000 متفرج استضافت فعالية كرة اليد.
05- مركز ماريا المائي : يتسع ل5000 متفرج استضاف فعالية كرة الماء، السباحة الايقاعية والغطس.
06- الاستاد المائي : يتسع ل15000 متفرج استضاف فعالية السباحة وكرة الماء.
07- حقل الغولف : يتسع ل20000 متفرج استضاف فعالية الغولف.
08- ملعب المضرب : يتسع ل10000 متفرج استضاف فعالية كرة المضرب.
09- صالة ريو الاولمبية : تتسع ل12000 متفرج استضافت فعالية الجمباز.
010- شاطئ بونتال : مفتوح للعموم استضاف فعالية سباق المشي والدراجات.
011- مضمار الدراجات : يتسع ل5000 متفرج استضافت فعالية دراجات المضمار.
012- صالة ريوسنتر2 : تتسع ل6500 متفرج استضافت فعالية رفع الاثقال.
013- صالة ريوسنتر3 : تتسع ل7000 متفرج استضافت فعالية تنس الطاولة.
014- صالة ريوسنتر4 : تتسع ل6500 متفرج استضافت فعالية الريشة.
015- صالة ريوسنتر6 : تتسع ل9000 متفرج استضافت فعالية الملاكمة.

♦ منطقة ديودورو : استضافت تسعة مرافق رياضية .

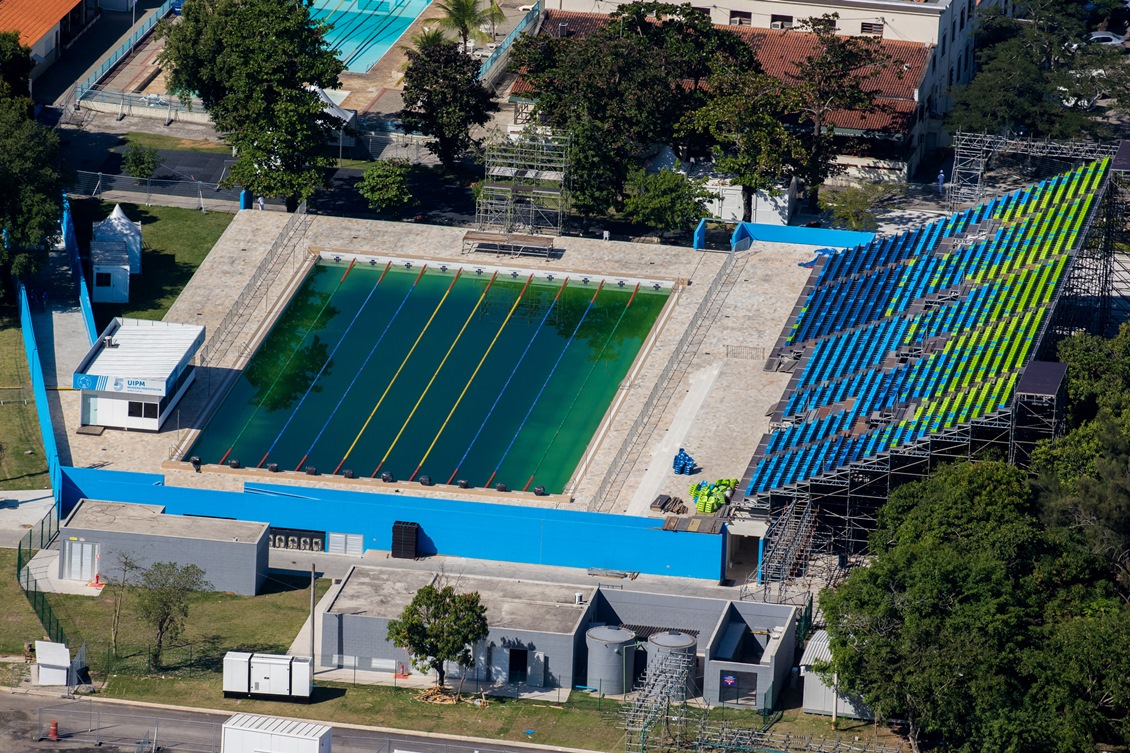
1
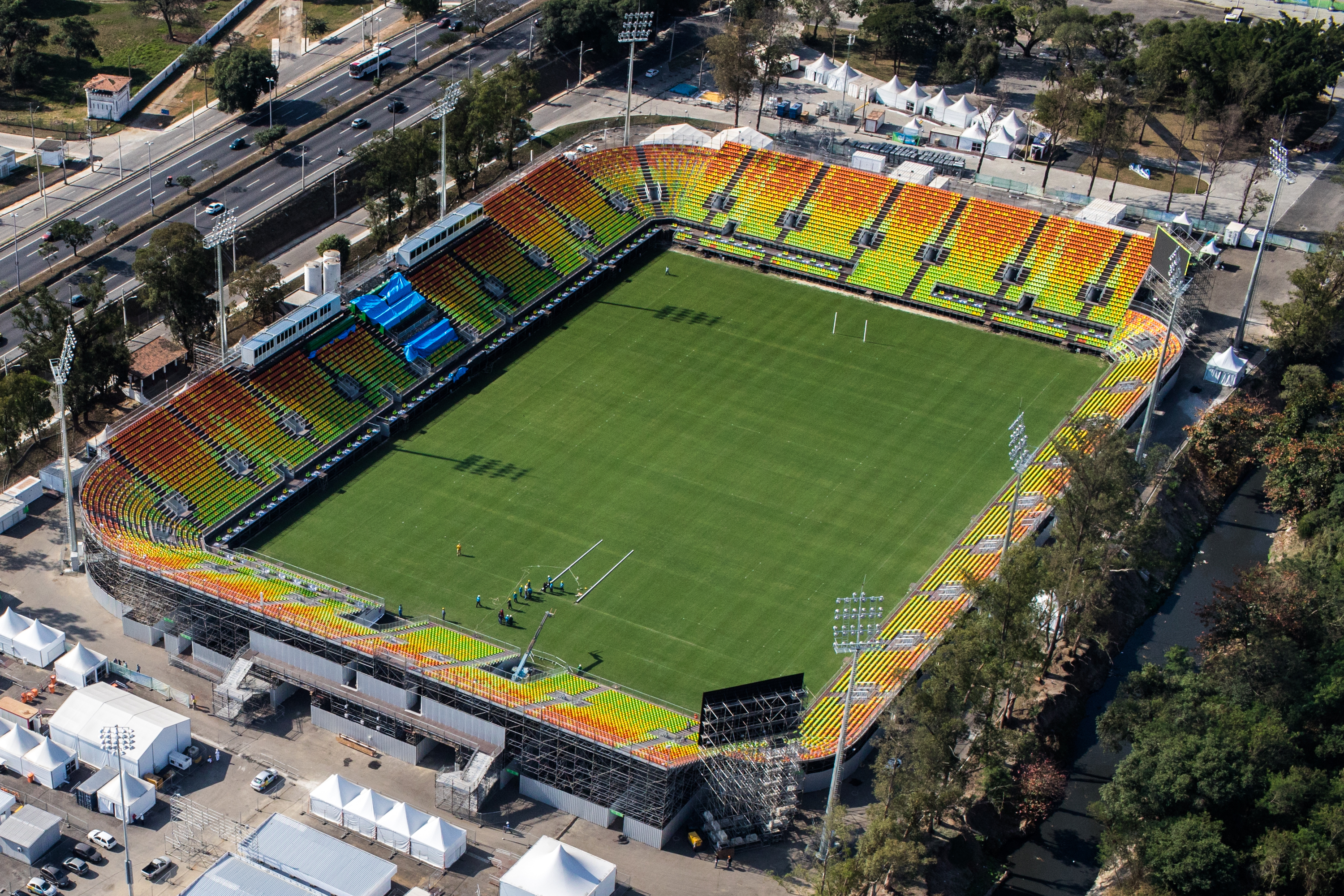
2
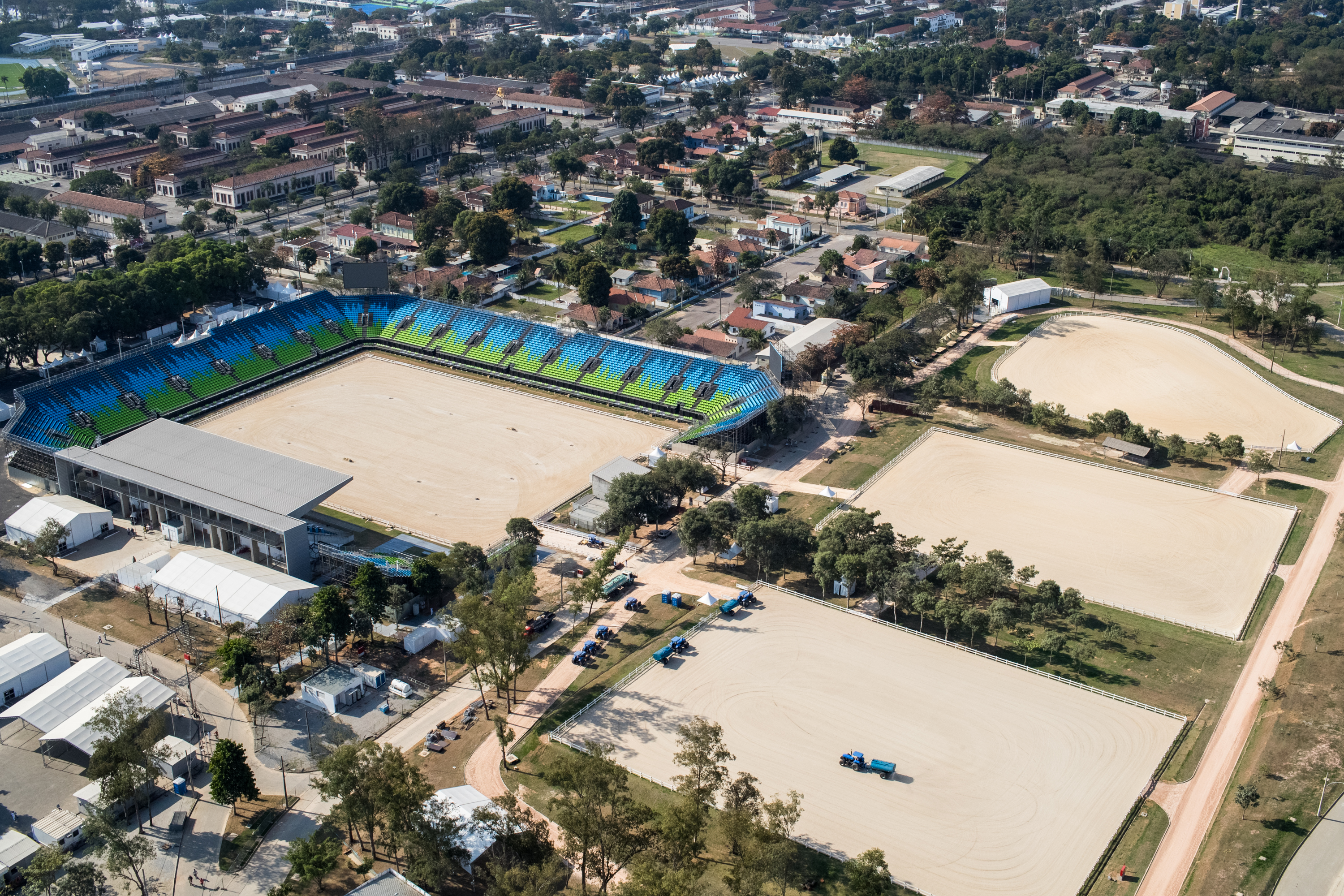
3
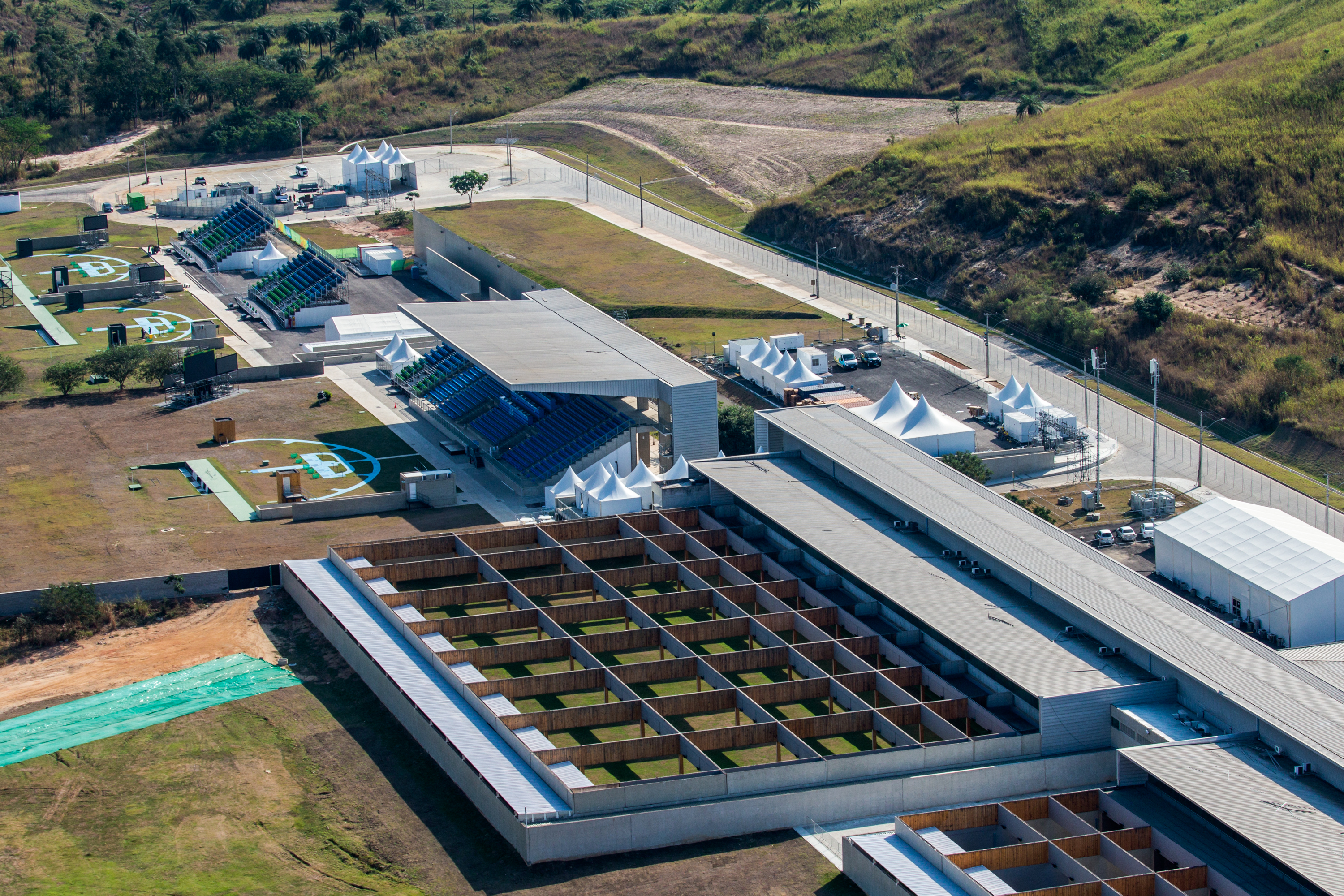
4
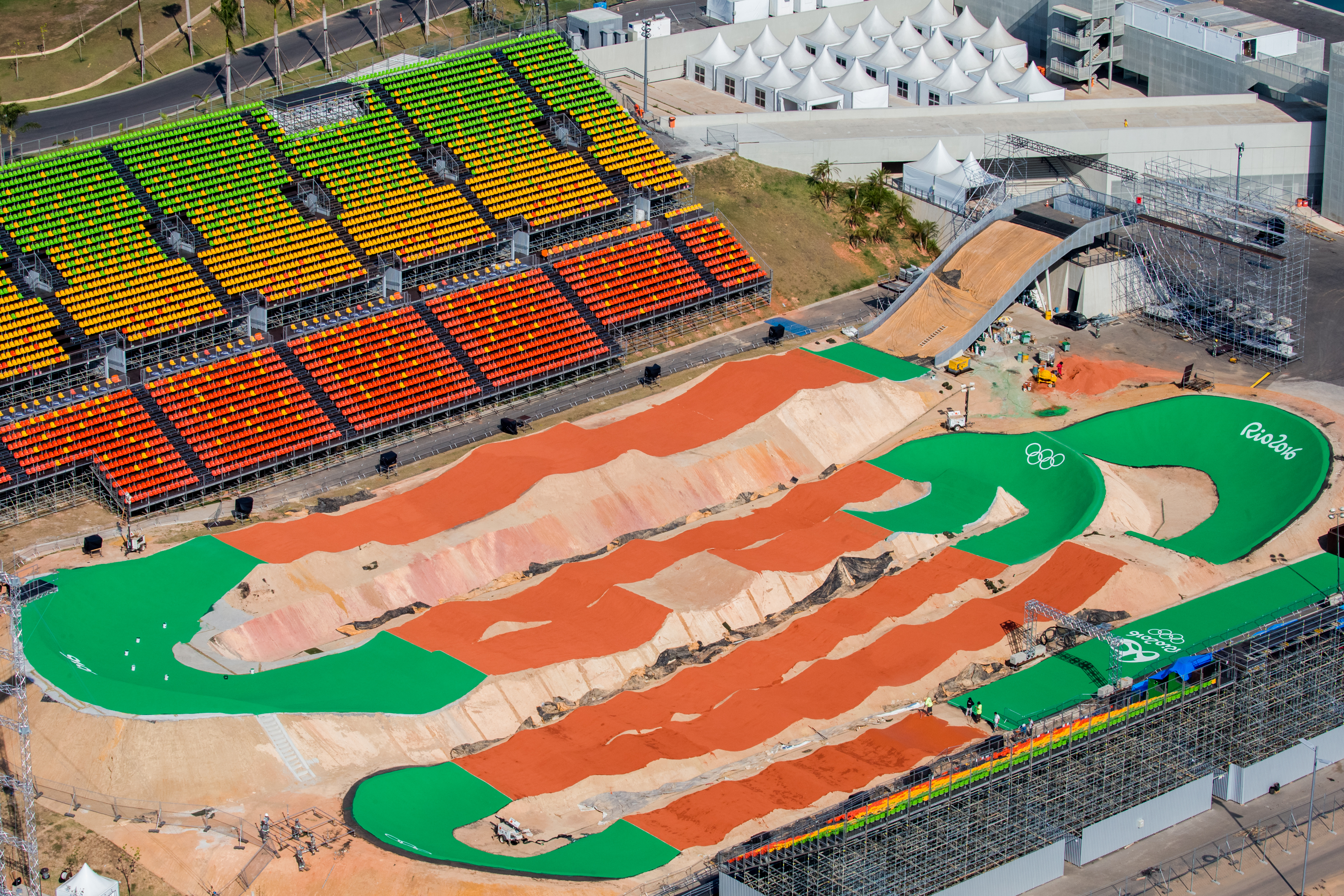
5
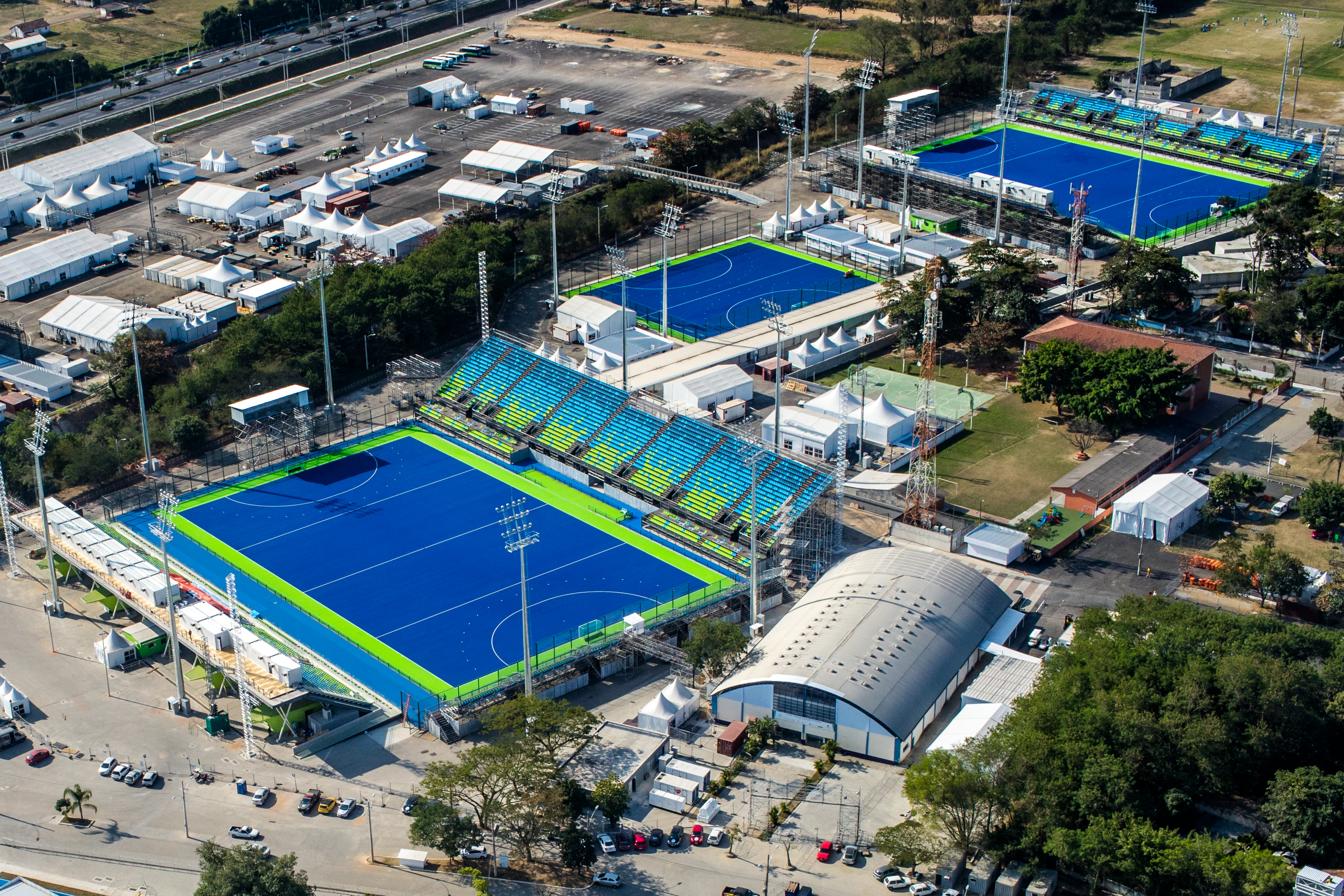
6
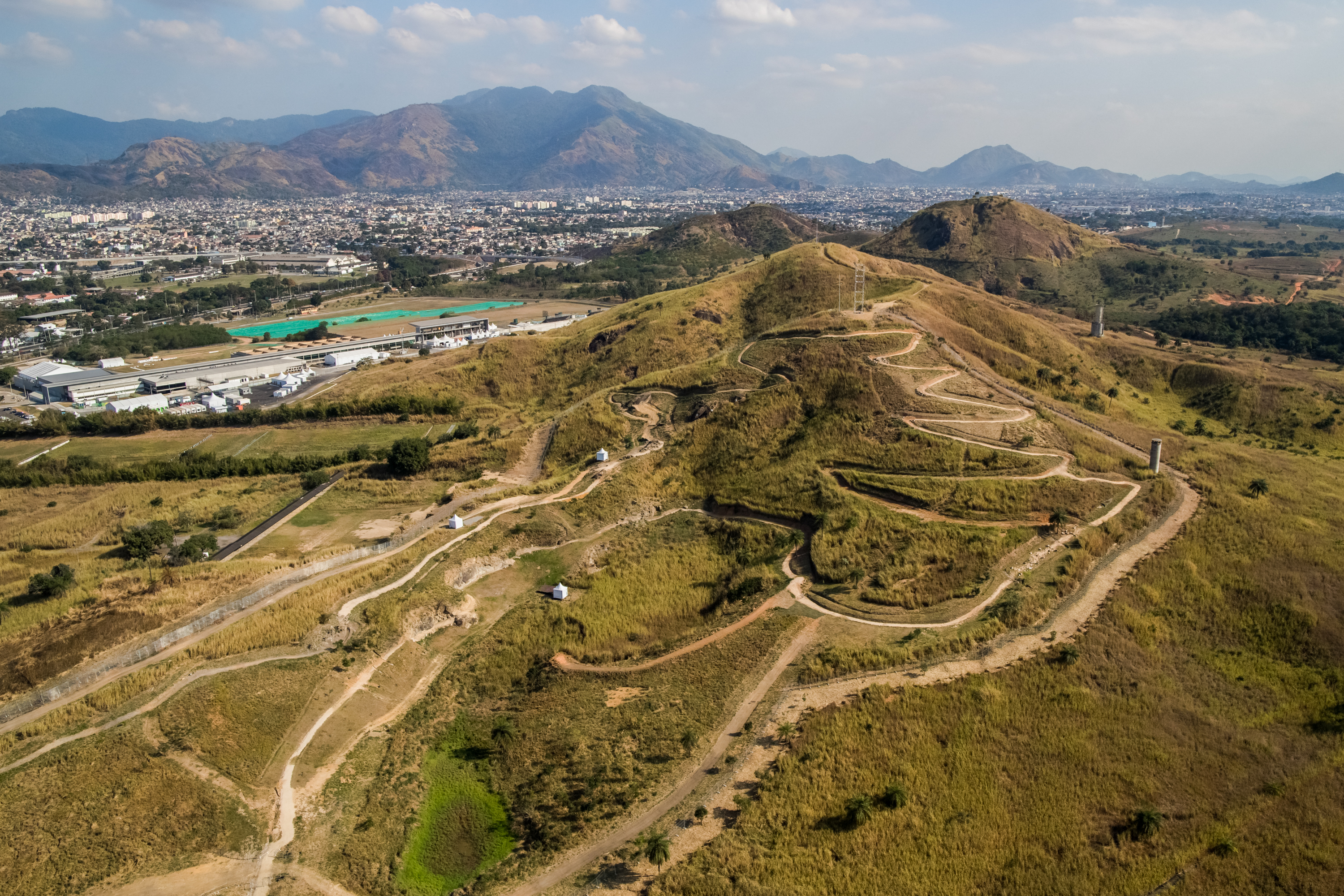
7
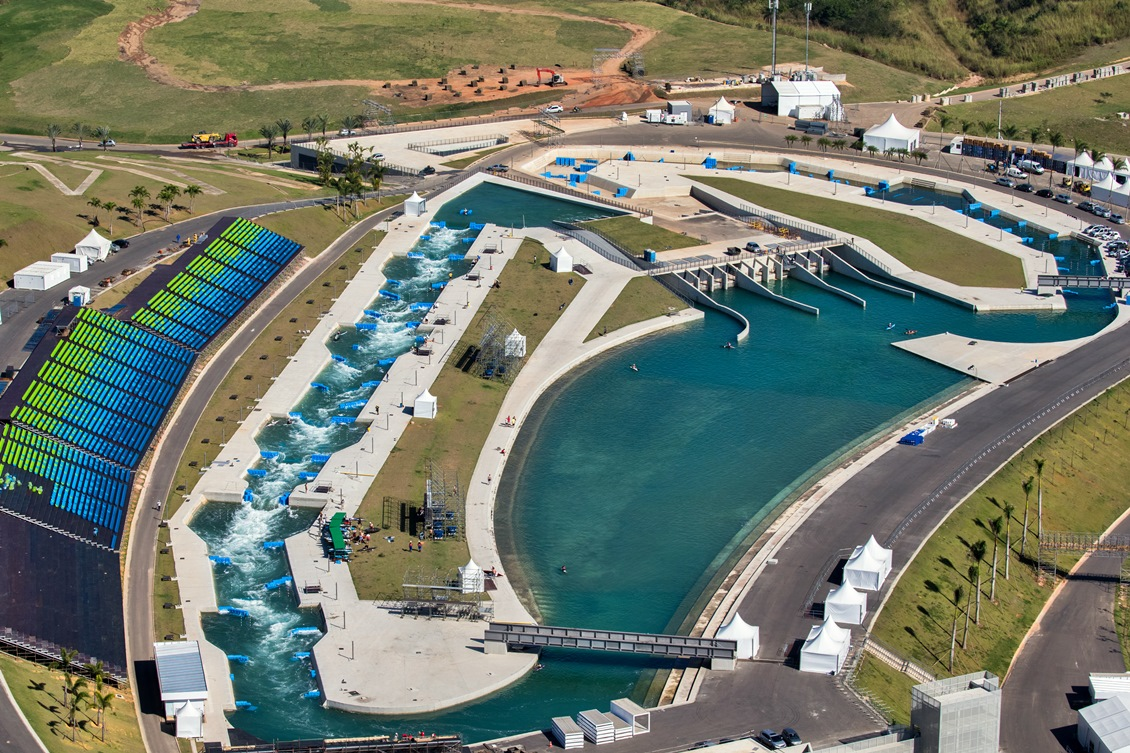
8
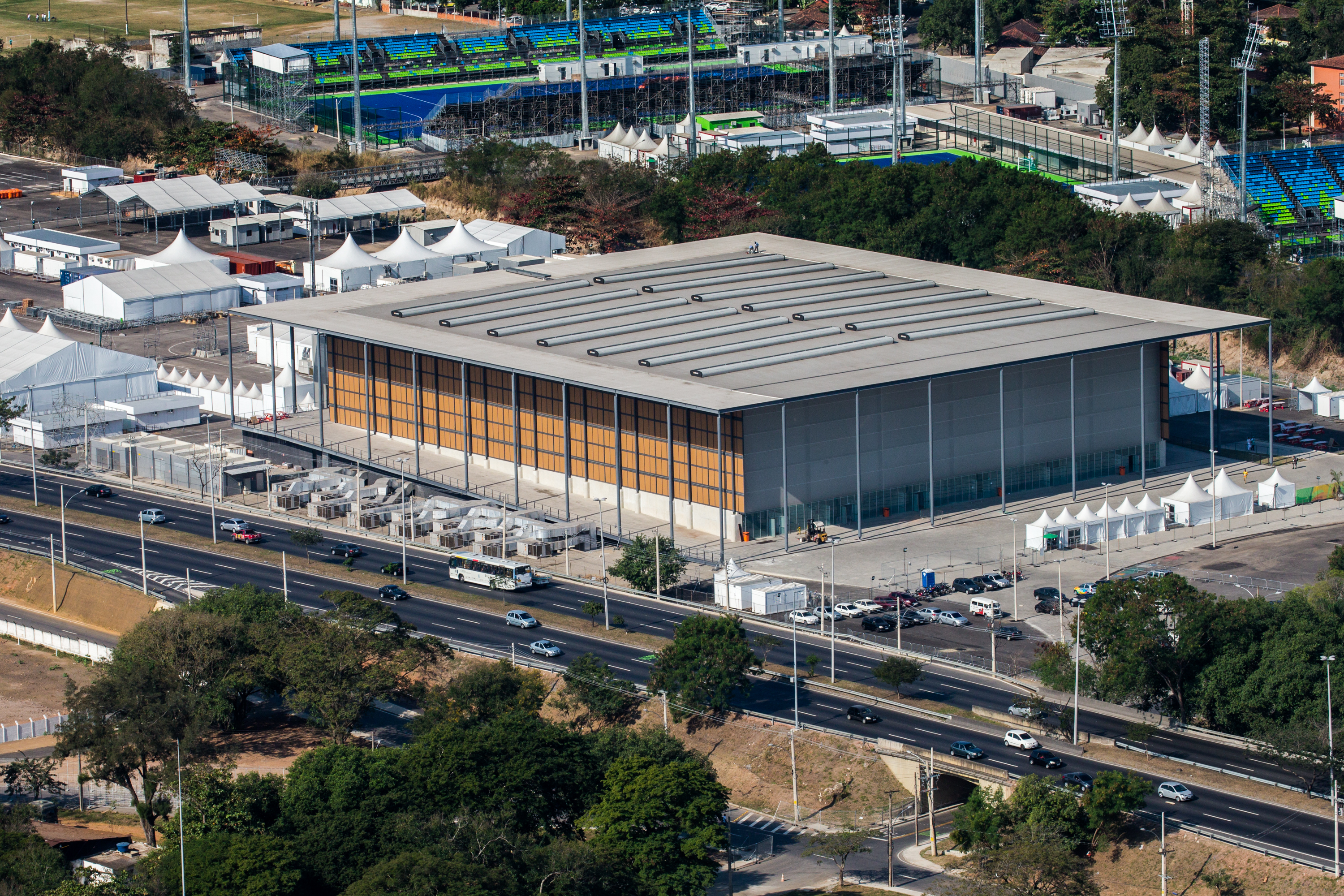
9

01- مركز ديودورو المائي : يتسع ل2000 متفرج استضاف فعالية السباحة في الخماسي الحديث
02- استاد ديودورو : يتسع ل15000 متفرج استضاف فعالية الريجبي والخماسي الحديث (الفروسية، الرماية و الجري).
03- المركز الوطني للفروسية : يتسع ل14000 متفرج استضاف فعالية الفروسية.
04- المركز الوطني للرماية : استضاف فعالية الرماية.
05- مركز دراجات بي ام اكس الأولمبي : يتسع ل6000 متفرج استضاف فعالية دراجات بي ام اكس.
06- مركز الهوكي الاولمبي : يتسع ل15000 متفرج استضاف فعالية الهوكي.
07- مركز الدراجات الجبلية : يتسع ل5000 متفرج استضاف فعالية الدراجات الجبلية.
08- استاد المياه البيضاء الاولمبي : يتسع ل8000 متفرج استضاف فعالية الكانوي - كياك (متعرج).
09- صالة الشباب : تتسع ل5000 متفرج استضاف فعالية كرة السلة السيدات بالإضافة إلى المبارزة في الخماسي الحديث.

♦ منطقة كوباكبانا : استضافت أربع مرافق رياضية.

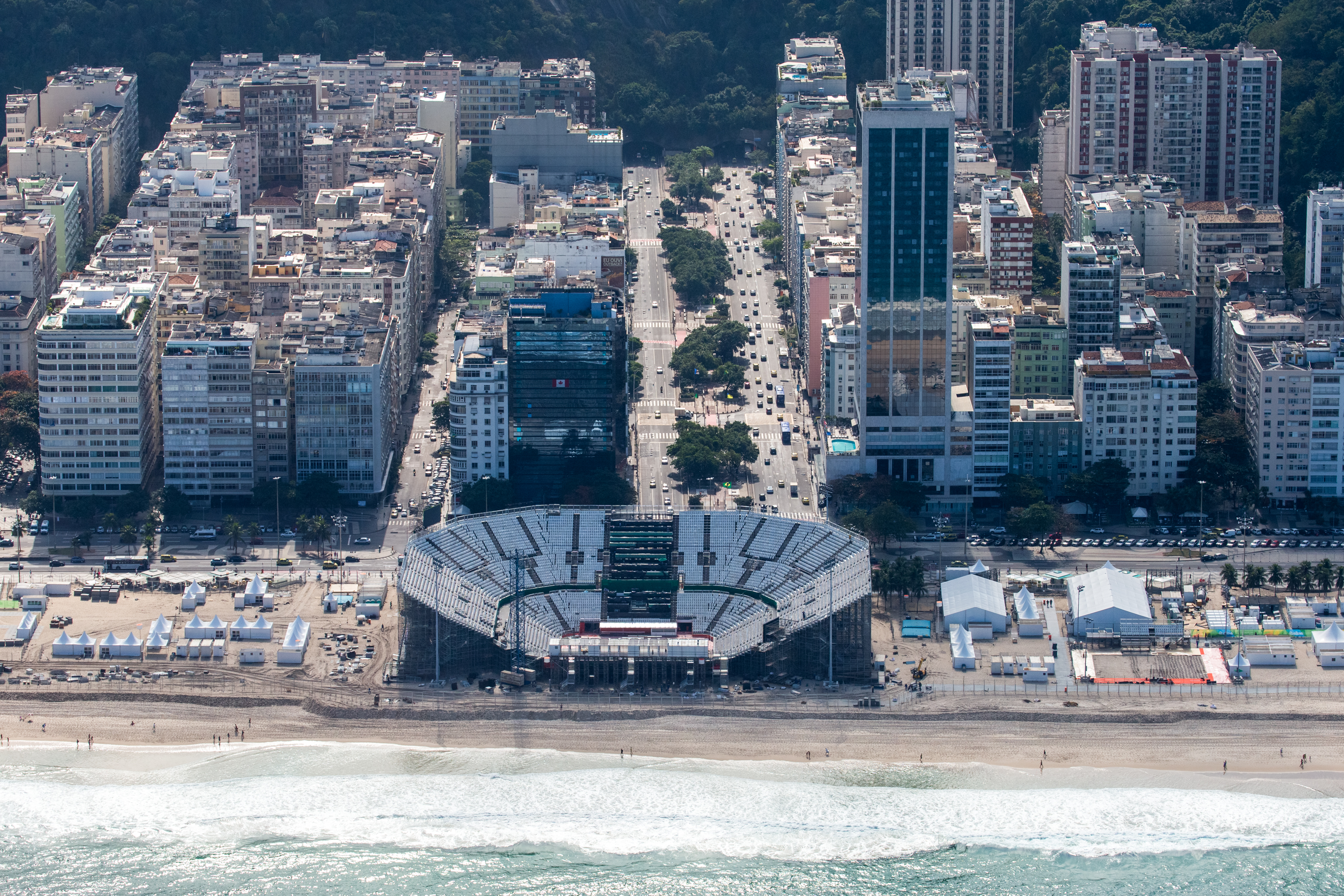
1
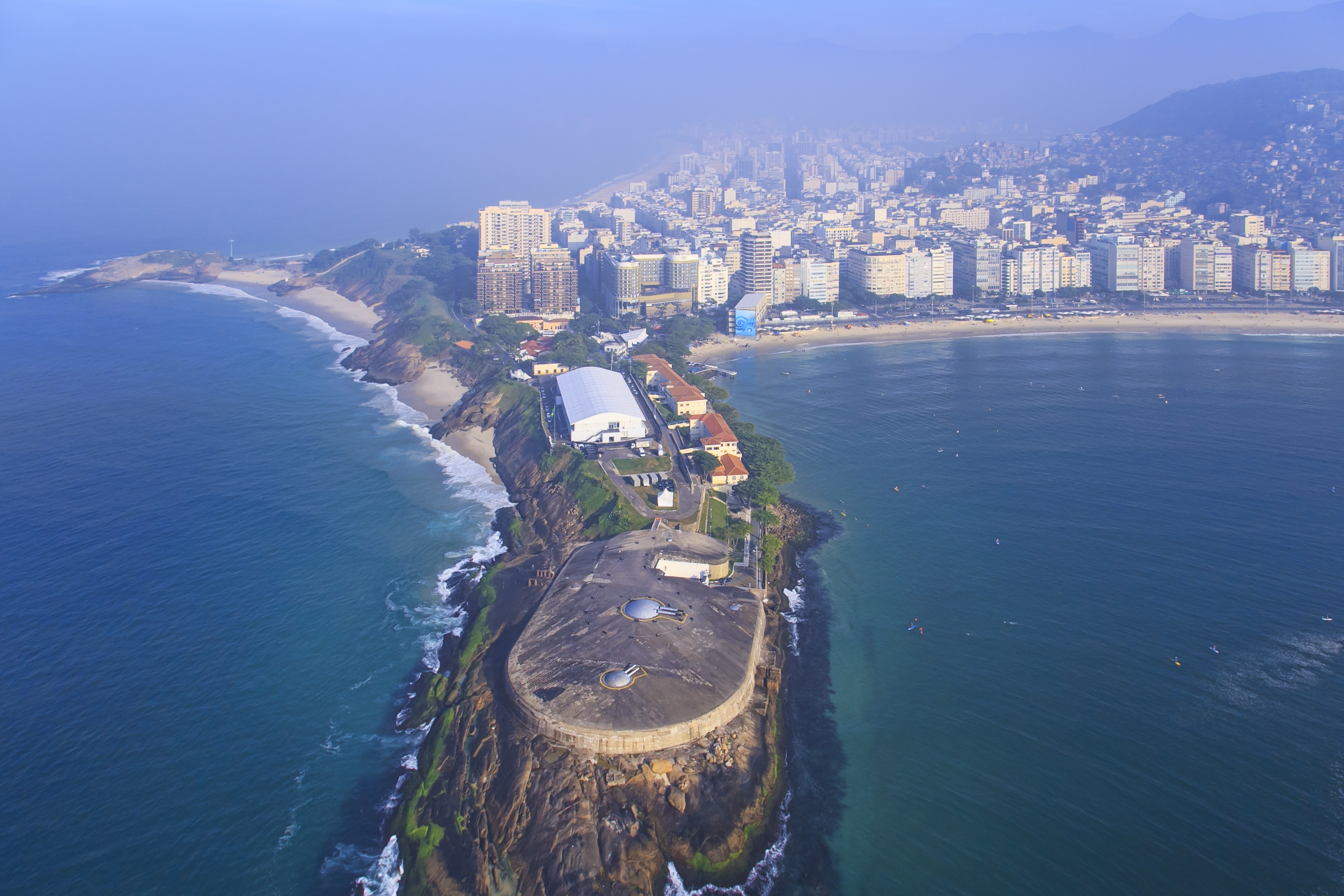
2
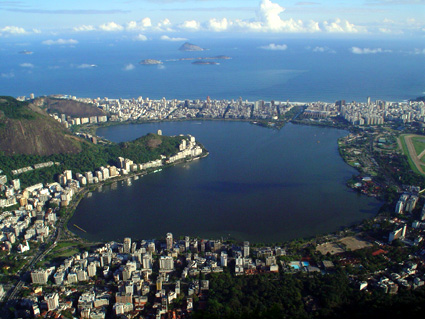
3
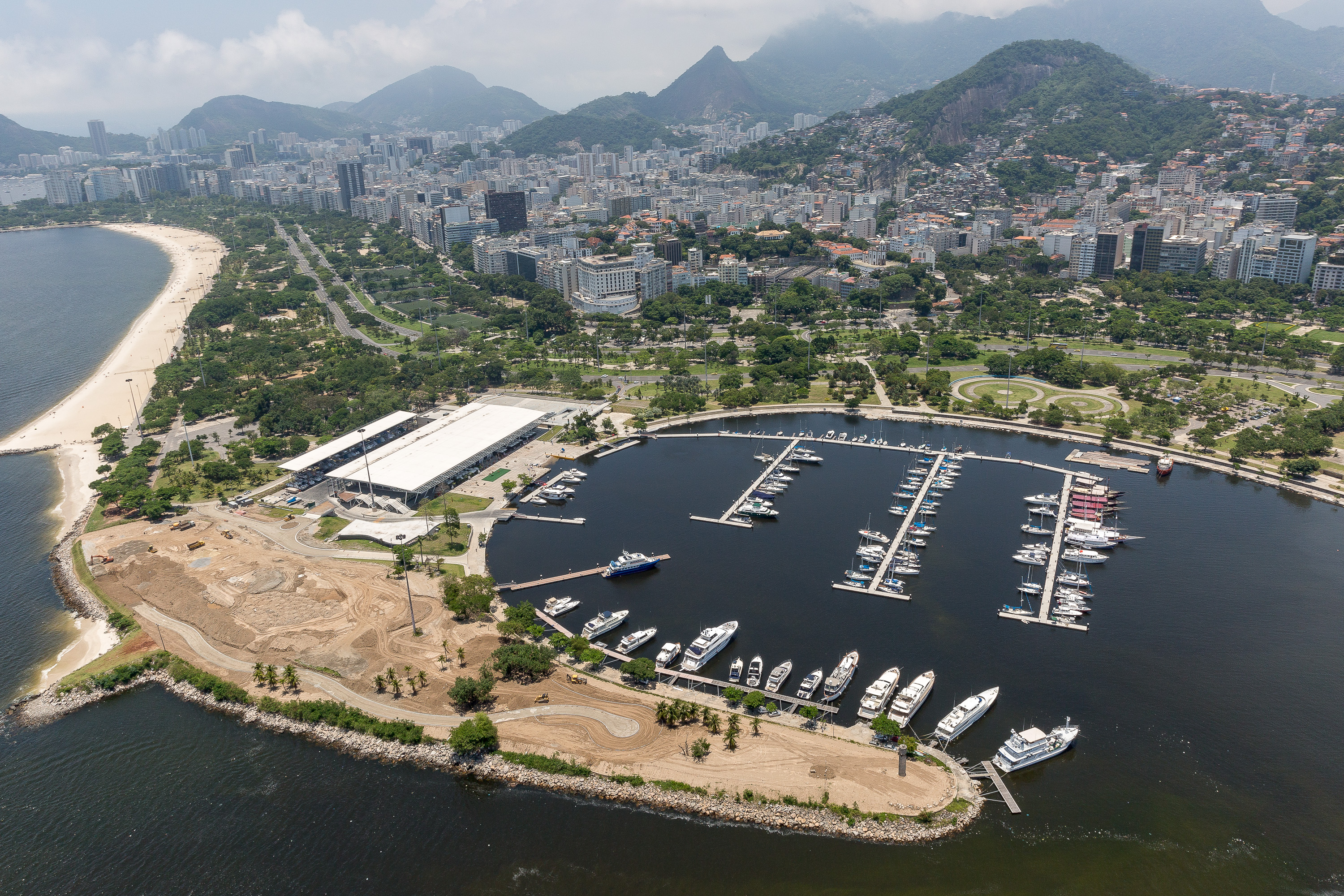
4

01- ملعب كوباكبانا : يتسلع ل12000 متفرج استضاف فعالية الكرة الطائرة الشاطئية.
02- حصن كوباكبانا : يتسلع ل5000 متفرج استضاف فعالية مارثون السباحة، ترياثلون وسباق الطرق الدراجات.
03- بحيرة ريدريغو دي فريتاس : يتسلع ل14000 متفرج استضاف فعالية التجديف وكانوي - كياك (سريع).
04- مارينا دا غلوريا : يتسلع ل10000 متفرج استضاف فعالية الإبحار.

♦ منطقة ماراكانا : استضافت أربع مرافق رياضية.

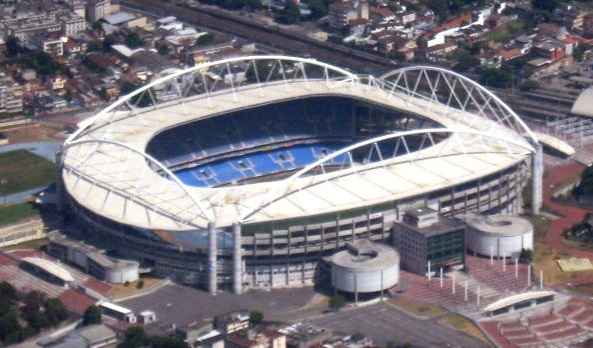
1
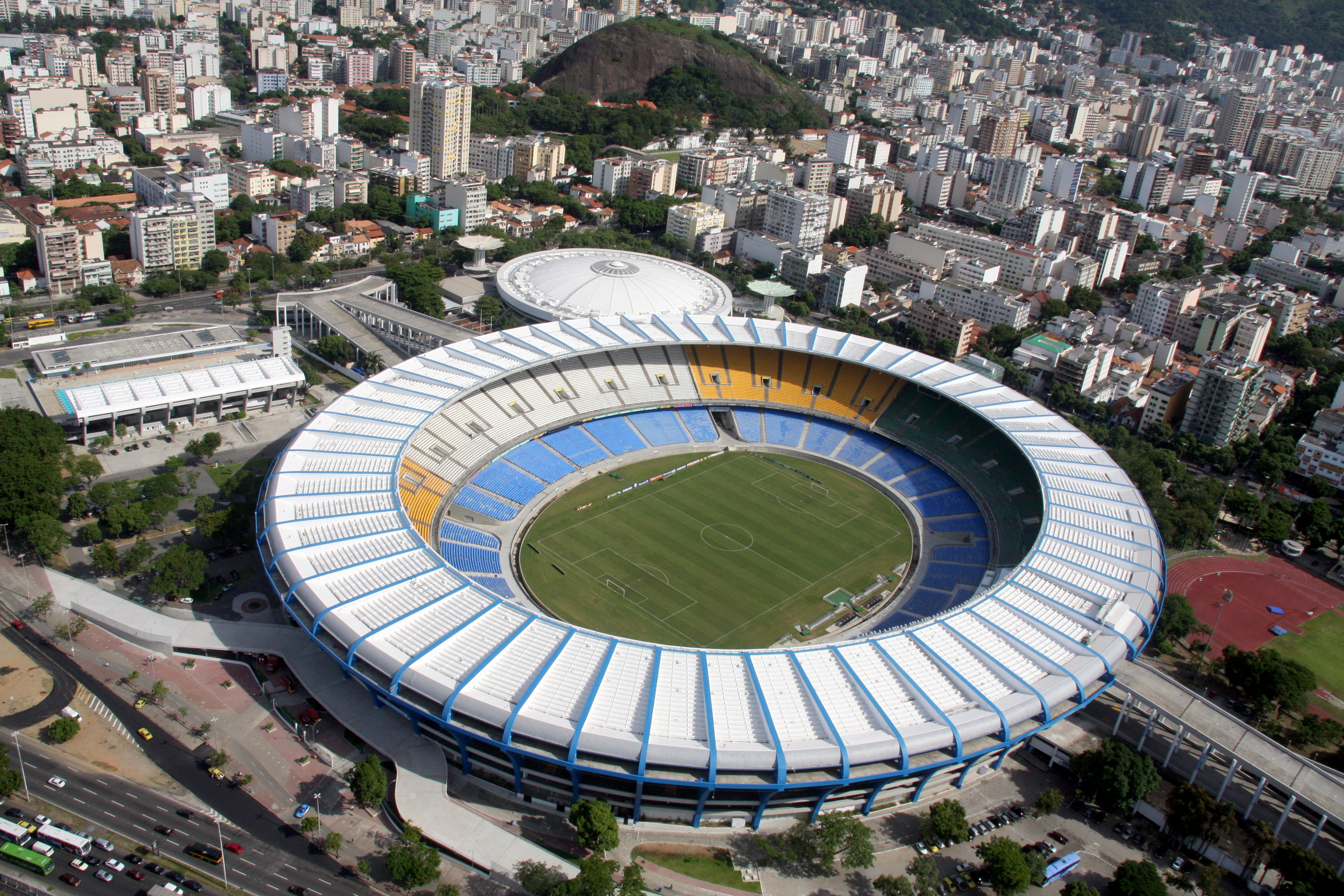
2
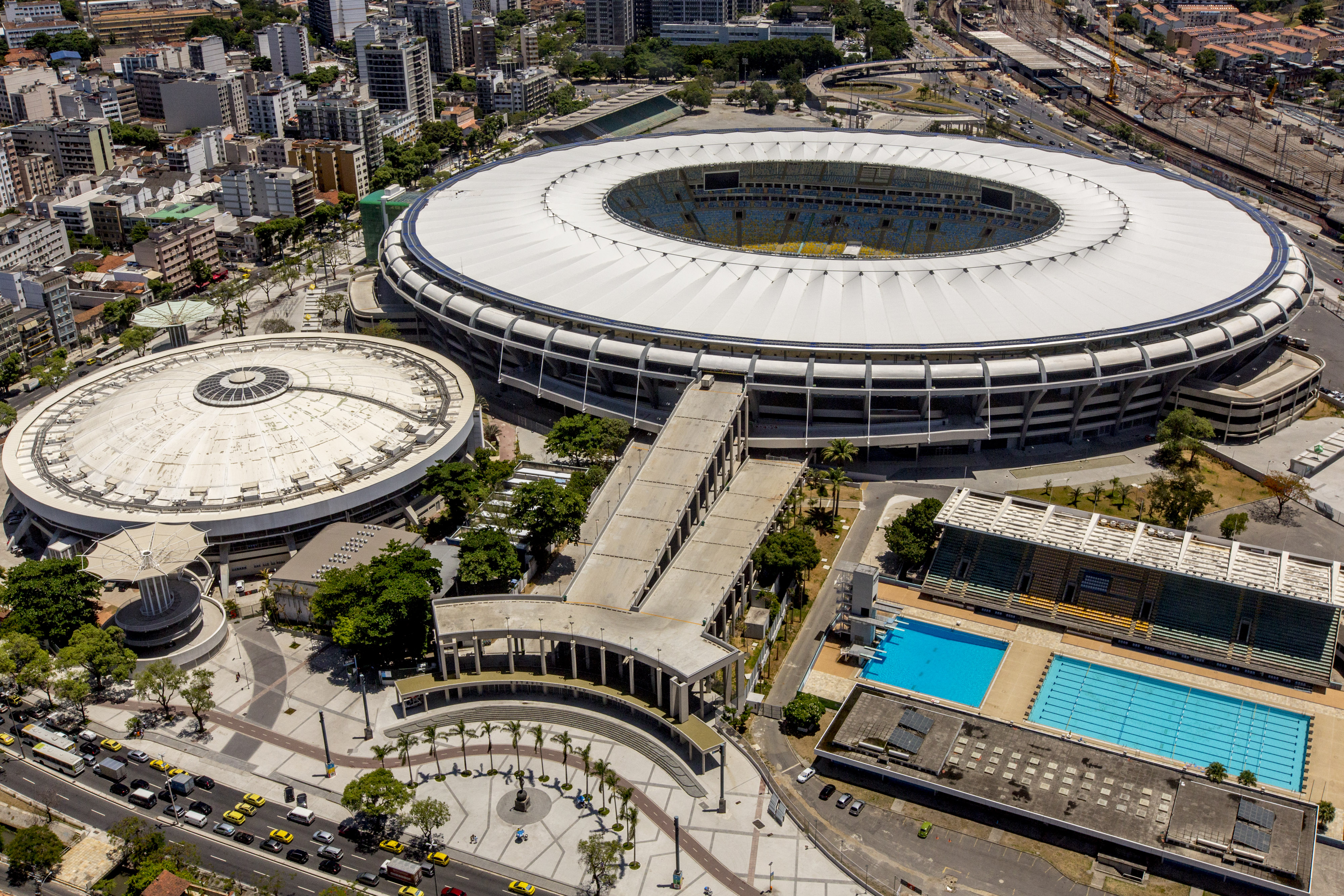
3
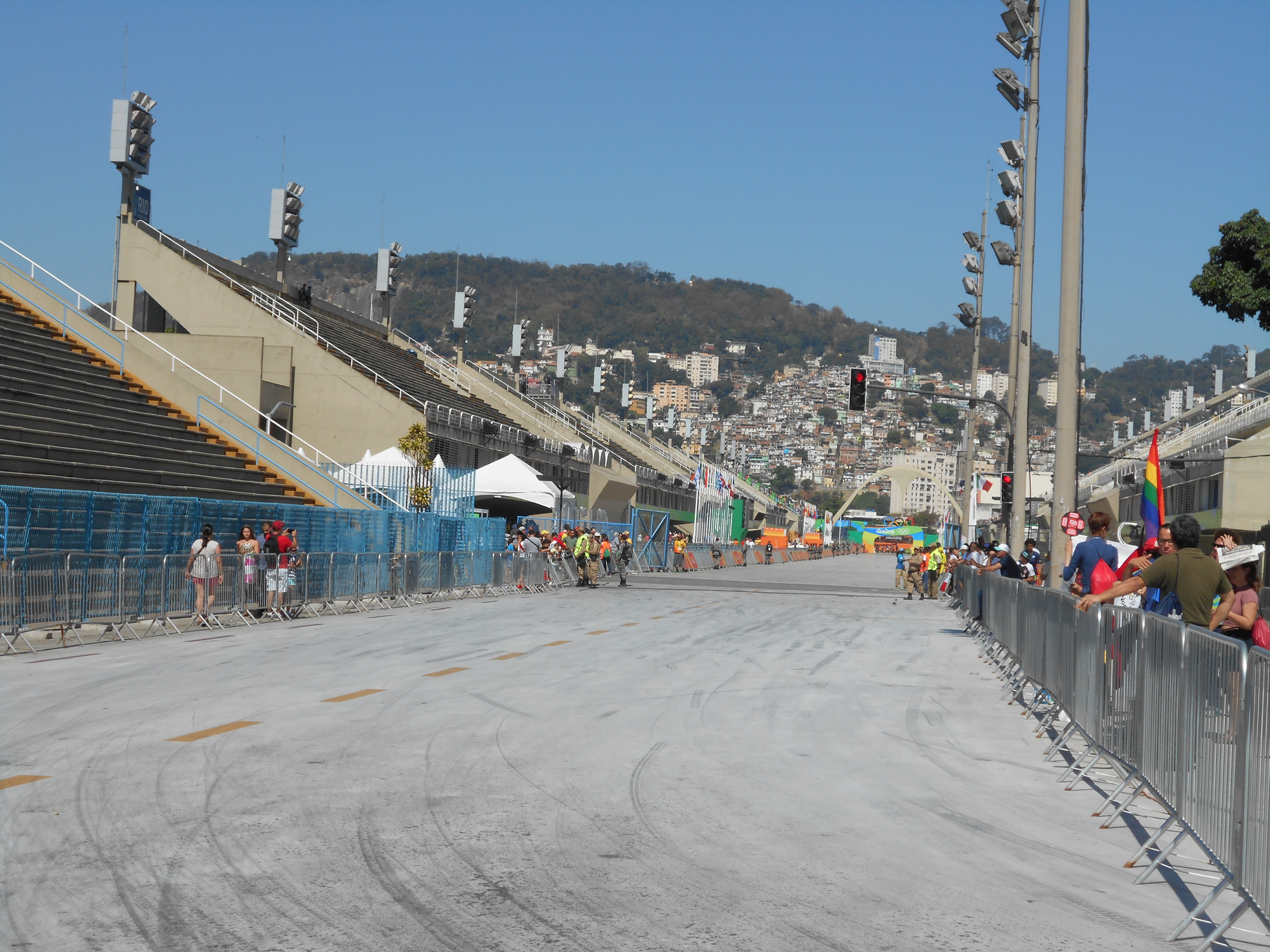
4

01- ملعب جواو هافيلانج الأولمبي : يتسع ل60000 استضاف فعالية ألعاب القوى وكرة القدم.
02- ستاد الماراكانا : يتسع ل74000 استضاف فعالية حفلي الافتتاح والاختتام وكرة القدم.
03- صالة ماراكانازينيو : تتسع ل12000 استضافت فعالية الكرة الطائرة.
04- ممر سامبودرومو : تتسع ل36000 استضاف فعالية النبالة والماراثون.

### ملاعب كرة القدم
فضلا عن استاد أولمبيك جواو هافيلانج وماراكانا في ريو دي جانيرو، لعبت مباريات كرة القدم في 5 مرافق أخرى في كل من مدن ساو باولو، بيلو هوريزونتي، سلفادور، برازيليا وماناوس.

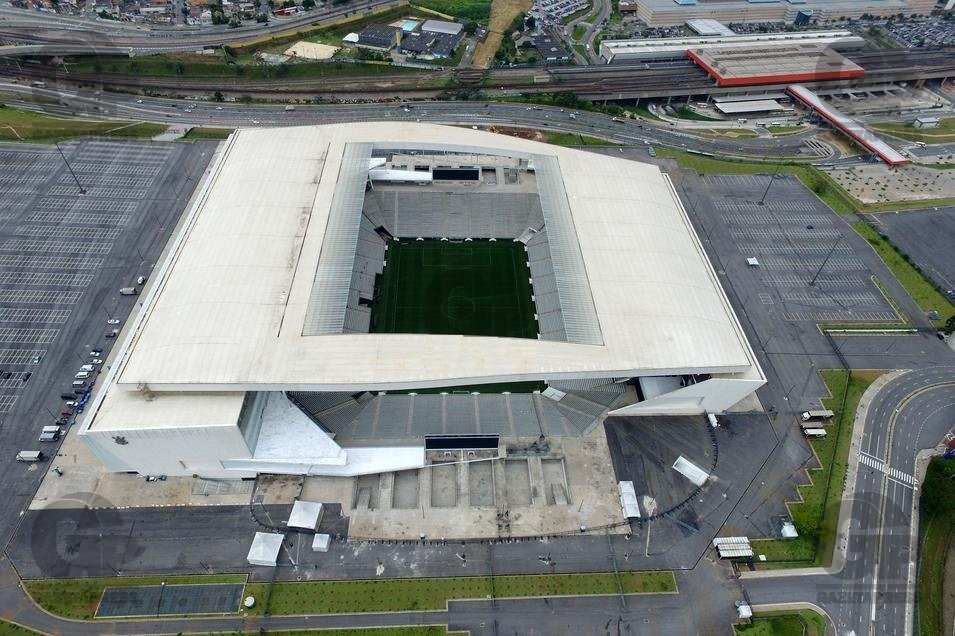
1
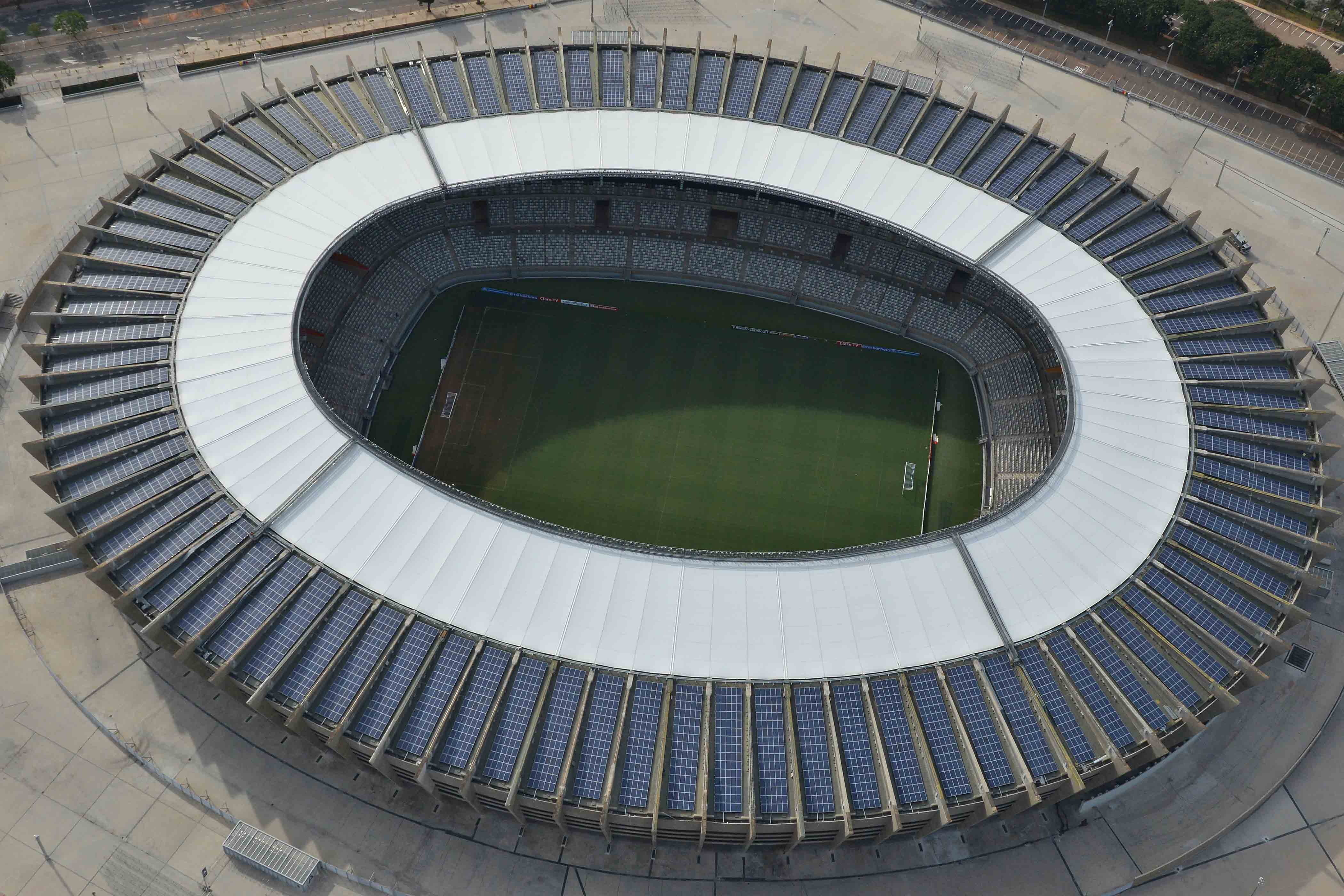
2
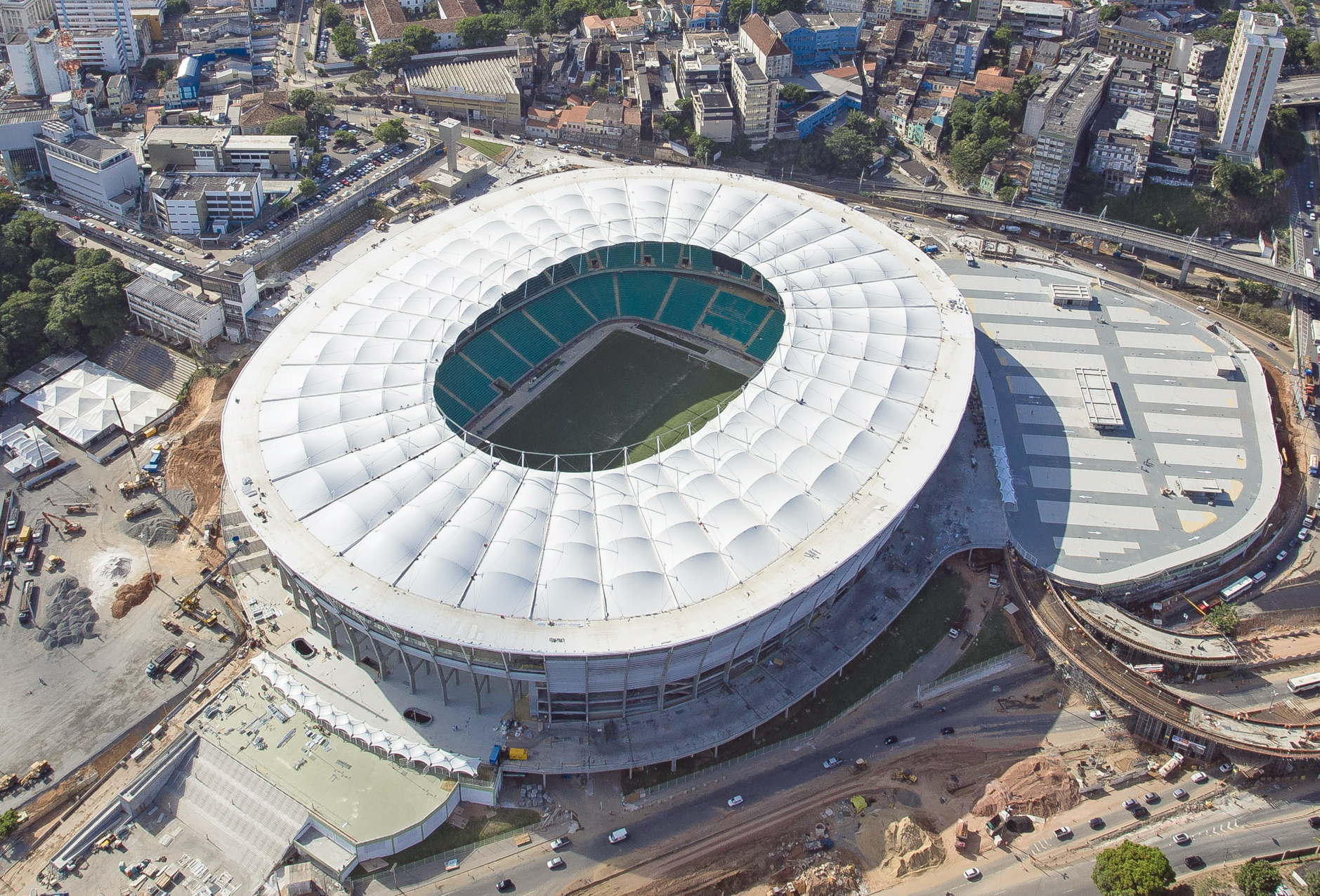
3
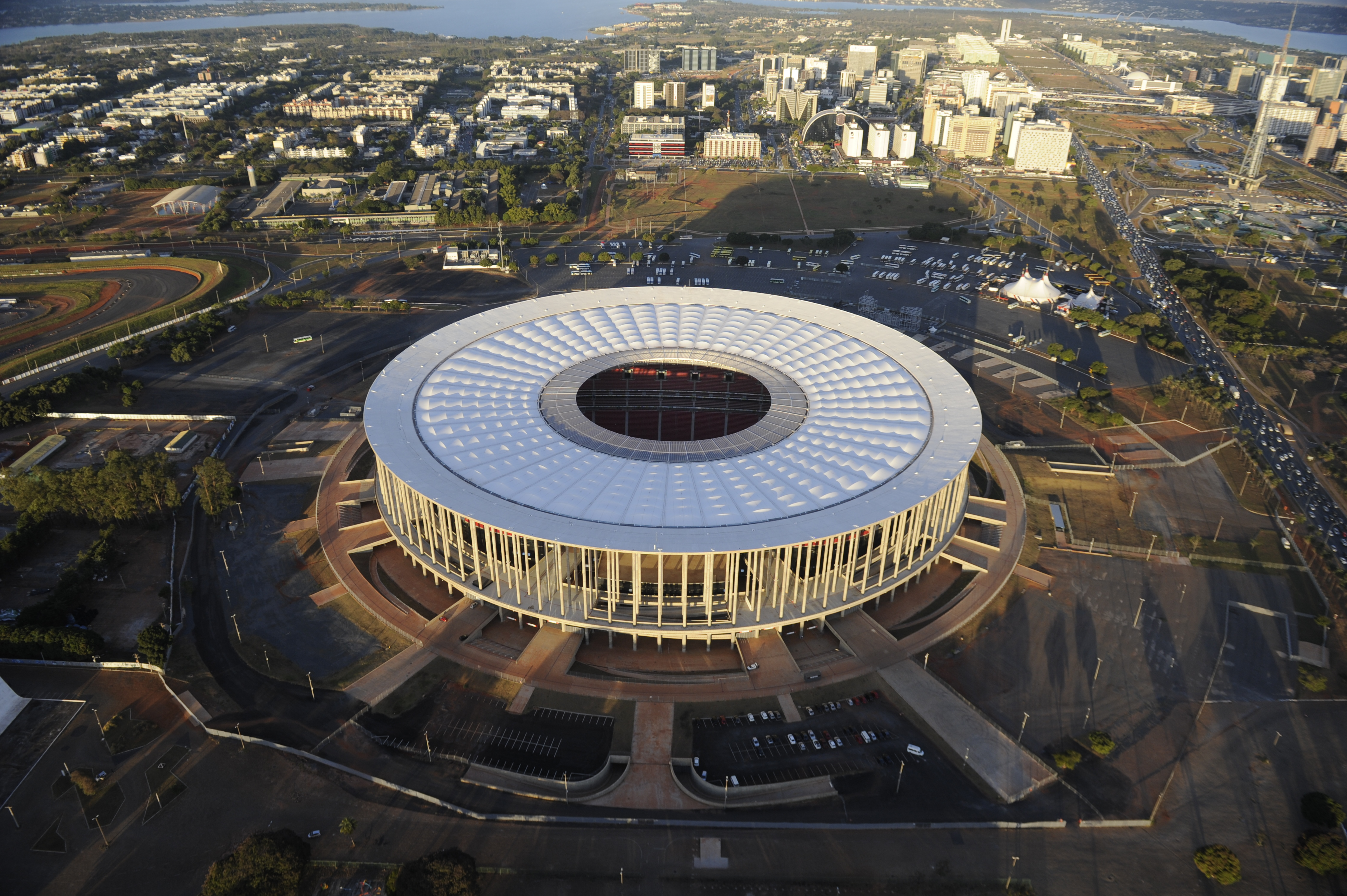
4
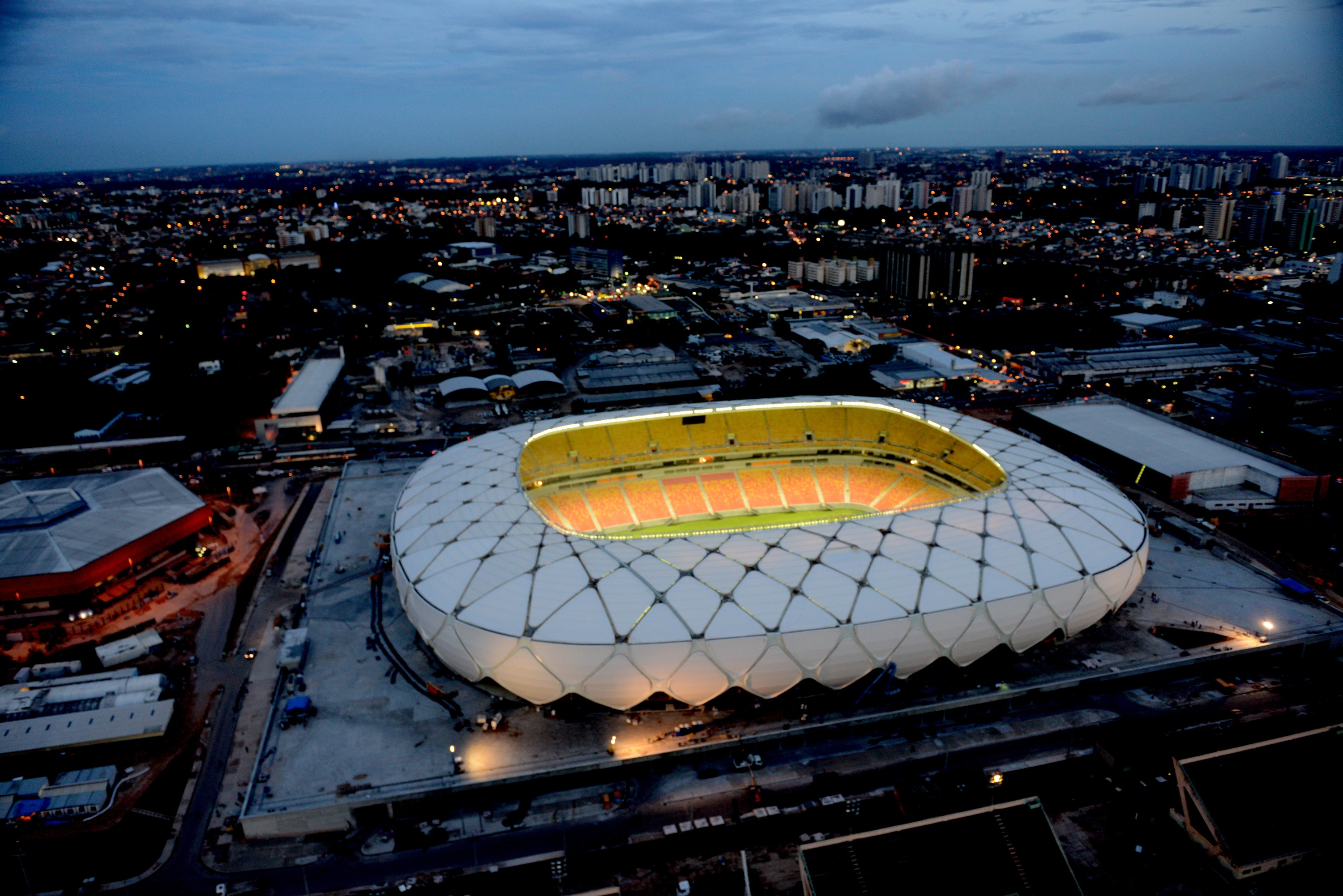
5

01- أرينا كورينثيانز : يتسع ل49205 متفرج. يقع في مدينة ساوباولو
02- ملعب مينيراو : يتسع ل61846 متفرج. يقع في مدينة بيلو هوريزونتي.
03- أرينا فونتي نوفا : يتسع ل48000 متفرج. يقع في مدينة سالفادور (باهيا)
04- ملعب ماني غارينشا الوطني : يتسع ل72788 متفرج. يقع في مدينة برازيليا
05- أرينا دا أمازونيا : يتسع ل44300 متفرج. يقع في مدينة ماناوس

### القرية الأولمبية

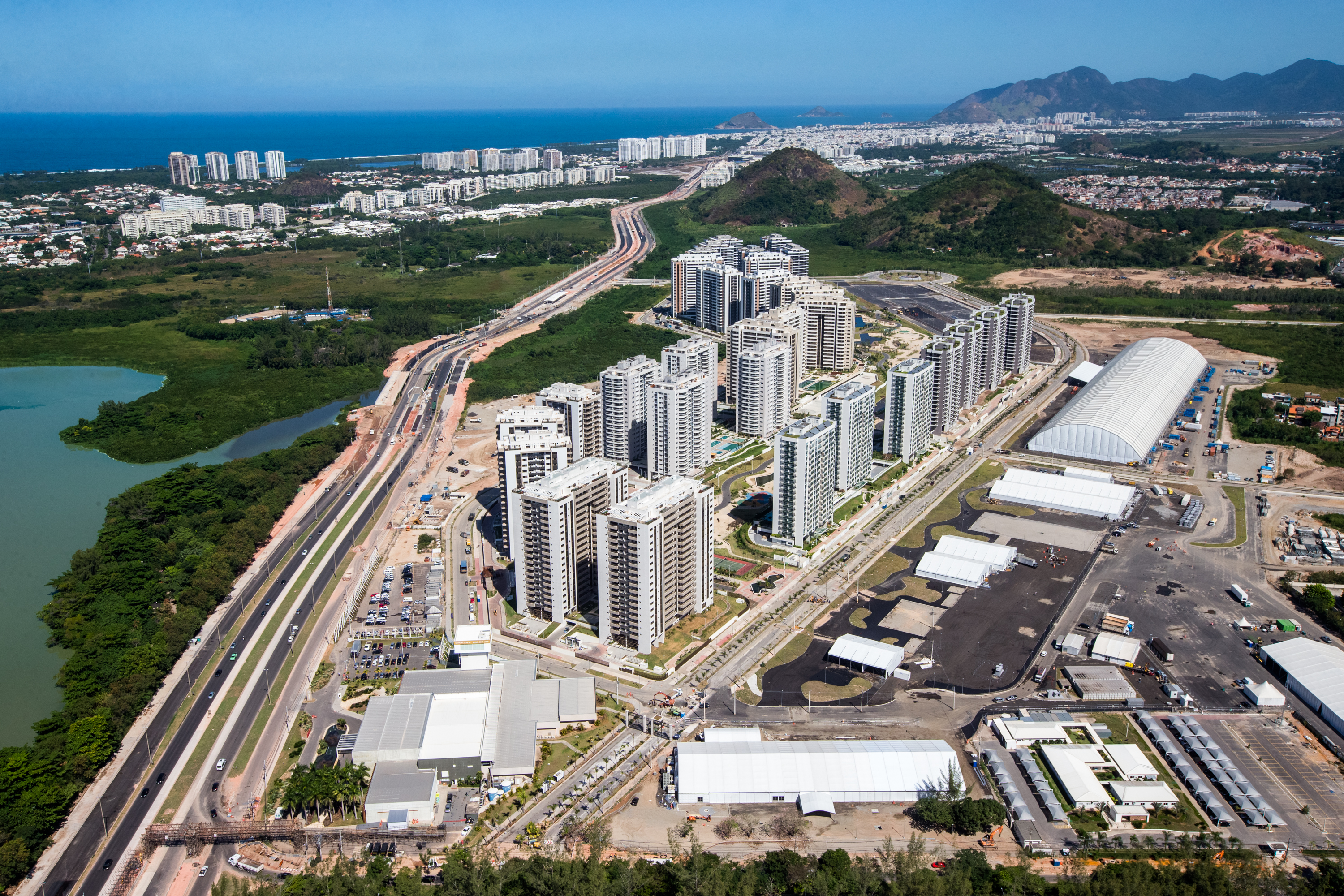
القرية الأولمبية لدورة الألعاب الأولمبية 2016

تقع القرية في منطقة بارا دي تيجوكا بالقرب من الحديقة الاولمبية وهي حديثة بالكامل وقدر إجمالي موازنتها ب 850,000,000 دولار أمريكي. بتاريخ 23 حزيران 2016 كشفت اللجنة المنظمة النقاب عن القرية الأولمبية و ذلك تزامناً بالاحتفال باليوم الاولمبي، على أن تبدأ باستقبال الوفود المشاركة في 24 تموز 2016 من رياضيين ومسؤولين. تتكون القرية من 31 مبنى كل منها 17 طابق ما يكون ما مجموعه 3604 شقة سوف يشغلها ما يقارب 17000 رياضي ومسؤول. وتشمل القرية الأولمبية مراكز غسيل الملابس، بائع الزهور، متاجر متنوعة، بنوك ومكاتب البريد، كشك للتذاكر، وحتى صالون تصفيف الشعر والتجميل. أما قاعة الطعام فهي على مساحة 21,700 م² و تخدم على مدار الساعة حيث من المتوقع أن يعد فيها أكثر من 60,000 وجبة يوميا. بالأضافة إلى الصالة الرياضية التي مساحتها 1800 م²، والتي سوف تكون مفتوحة للرياضيين للاستخدام 24 ساعة في اليوم. ويتوفر مركز متعدد الأديان لتلبية الاحتياجات الدينية لجميع الديانات الكبرى تقريبا. بتاريخ 22 تموز 2016 تم افتتاح المستوصف الطبي داخل القرية الأولمبية بمساحة 3500 متر مربع الذي تعتبره اللجنة المنظمة للدورة الأكبر في تاريخ الألعاب بقدرة إستيعاب في حالة الطوارئ تصل إلى 60 شخص في وقت واحد.
السيد ماريو سلينتي هو مدير القرية الأولمبية يعمل تحت امرته حوالي 13,000 موظف ومتطوع على مدار الساعة مهمتهم تنظيم وضمان سير كافة المرافق في القرية على اكمل وجه وتأمين الامور اللوجستية للمجمع،، تم تعيين لاعبة كرة السلة السابقة البرازيلية جانيت دوس سانتوس آركيّن بمركز عمدة للقرية الأولمبية حيث يقع عليها مسؤولية استقبال الوفود المشاركة في القرية .

## الفَعاليات

### حفل الإفتتاح
أقيم حفل الافتتاح في ملعب ماراكانا في 5 اب 2016، و كان من إخراج كل من : فرناندو ميريلس ودانييلا توماس وأندروشا وادنجتون. وقد سلط الحفل الضوء على جوانب التاريخ والثقافة البرازيلية، وبالإضافة إلى الجزء الذي رواه فرناندا مونتينيغرو وجودي دينش وفيه نداء من اجل الحفاظ على البيئة ومنع الاحترار العالمي. كما احتوى الحفل على العرض الافتتاحي للالوريل(إكليل الغار) الأولمبي، وهو عبارة عن تكريم تمنحه اللجنة الأولمبية الدولية لأولئك الذين حققوا «إنجازات هامة في التعليم والثقافة والتنمية والسلام من خلال الرياضة»، و قدمت الجائزة إلى العداء الكيني كيبتشوج كينو. وافتتح الدورة رسميا رئيس البرازيل بالنيابة ميشال تامر. وقد أضاء فاندرلي كورديرو دي ليما، الحاصل على برونزية الماراثون في دورة الألعاب الاولمبية الصيفية 2004 المرجل الأولمبي، الذي حصل أيضا على ميدالية بيير دي كوبرتان للرياضة من قبل اللجنة الاولمبية الدولية تعويضا له على خسارته لماراثون أولمبياد 2004 بعد أن هاجمه متفرج وفقد زمام المبادرة. وكان من المتوقع في الأصل أن يكون بيليه، هو الشخص الذي يتولى المهمة لكنه لم يستطع المشاركة بسبب مشاكل صحية.

### الألعاب
في دورة الألعاب الأولمبية الصيفية 2016 أقرت اللجنة الأولمبية الدولية 28 رياضة فيها 41 اختصاص، بما مجموعه 306 فعالية.
- ألعاب القوى (47)
- الألعاب المائية
  -  السباحة (34)
  -  السباحة المتزامنة (2)
  -  الغطس (8)
  -  كرة الماء (2)
- إبحار شراعي (10)
- البادمنتون (الريشة) (5)
- التجديف (14)
- التايكوندو (8)
- الجمباز
  - الجمباز الفني (14)
  - الجمباز الايقاعي (2)
  - الترامبولين (2)
- الجودو (14)
- الخماسي الحديث (2)
- رفع الاثقال (15)
- ركوب الدراجات
  - (BMX) بي ام اكس (2)
  - سباق الدراجات على الطريق (4)
  - سباق الدراجات على المضمار (10)
  - سباق الدراجات في الجبال (2)
- الرماية (15)
- السباق الثلاثي (ترياثلون) (2)
- سباق القوارب
  - المتعرج (4)
  - السريع (12)
- سباعيات الرجبي (2)
- الغولف (2)
- الفروسية
  - ترويض الخيول (2)
  - Eventing محاكمة الخيول (2)
  - قفز الحواجز (2)
- كرة السلة (2)
- كرة الطائرة
  - كرة الطائرة (2)
  - كرة الطائرة الشاطئية (2)
- كرة الطاولة (4)
- كرة القدم (2)
- كرة المضرب (5)
- كرة اليد (2)
- المبارزة (10)
- المصارعة
  - المصارعة الحرة (12)
  - المصارعة اليونانية الرومانية (6)
- الملاكمة (13)
- النبالة (4)
- هوكي الحقل (2)

#### ألعاب جديدة
في عام 2005 استبعدت اللجنة الأولمبية الدولية كل من البيسبول والسوفتبول من قائمة الألعاب الأولمبية وذلك ابتداءا من أولمبياد لندن 2012، إلا انها لم تستبدلهما بأي رياضة أخرى حتى عام 2009 فتحت باب الترشح لملئ القائمة من جديد وذلك من خلال تقديم الطلبات من قبل الاتحاد الرياضي المسؤول عن اللعبة على المستوى الدولي فتقدمت في حزيران 2009 كل من الرياضات التالية :
- البيسبول
- السوفتبول
- الكاراتيه
- السكواتش
- رولار سبورت
- الغولف
- الرجبي

في شهر آب 2009 اختار المجلس التنفيذي للجنة الأولمبية الدولية كل من الغولف وسباعيات الرجبي بشكل مبدئي، وقد تم التصديق على القرار من قبل اللجنة الأولمبية الدولية المجتمعة في كوبنهاغن، الدنمارك بتاريخ 2 تشرين الأول 2009.

## الجدول الزمني للألعاب
| OC | حفلة الإفتتاح | ● | أيام المسابقات | 1 | حفلات الميداليات الذهبية | EG | حفلة مهرجانية | CC | حفلة الإختتام |

| أغسطس                   | أغسطس                            | 3 إربعاء | 4 خميس | 5 جمعة | 6 سبت | 7 أحد | 8 إثنين | 9 ثلاثاء | 10 إربعاء | 11 خميس | 12 جمعة | 13 سبت | 14 أحد | 15 إثنين | 16 ثلاثاء | 17 إربعاء | 18 خميس | 19 جمعة | 20 سبت | 21 أحد | حفلات الميداليات الذهبية |
| ----------------------- | -------------------------------- | -------- | ------ | ------ | ----- | ----- | ------- | -------- | --------- | ------- | ------- | ------ | ------ | -------- | --------- | --------- | ------- | ------- | ------ | ------ | ------------------------ |
| الحفلات (افتتاح / ختام) | الحفلات (افتتاح / ختام)          |          |        | OC     |       |       |         |          |           |         |         |        |        |          |           |           |         |         |        | CC     |                          |
| نبالة                   | نبالة                            |          |        | ●      | 1     | 1     | ●       | ●        | ●         | 1       | 1       |        |        |          |           |           |         |         |        |        | 4                        |
| ألعاب قوى               | ألعاب قوى                        |          |        |        |       |       |         |          |           |         | 3       | 5      | 4      | 5        | 5         | 4         | 6       | 7       | 7      | 1      | 47                       |
| تنس ريشة                | تنس ريشة                         |          |        |        |       |       |         |          |           | ●       | ●       | ●      | ●      | ●        | ●         | 1         | 1       | 2       | 1      |        | 5                        |
| كرة السلة               | كرة السلة                        |          |        |        | ●     | ●     | ●       | ●        | ●         | ●       | ●       | ●      | ●      | ●        | ●         | ●         | ●       | ●       | 1      | 1      | 2                        |
| ملاكمة                  | ملاكمة                           |          |        |        | ●     | ●     | ●       | ●        | ●         | ●       | ●       | ●      | 1      | 1        | 1         | 1         | 1       | 1       | 3      | 4      | 13                       |
| سباق القوارب            | متعرج                            |          |        |        |       | ●     | ●       | 1        | 1         | 2       |         |        |        |          |           |           |         |         |        |        | 16                       |
| سباق القوارب            | سريع                             |          |        |        |       |       |         |          |           |         |         |        |        | ●        | 4         | ●         | 4       | ●       | 4      |        | 16                       |
| ركوب الدراجات           | على الطرق                        |          |        |        | 1     | 1     |         |          | 2         |         |         |        |        |          |           |           |         |         |        |        | 18                       |
| ركوب الدراجات           | الدراجات الهوائية                |          |        |        |       |       |         |          |           | 1       | 2       | 2      | 1      | 1        | 3         |           |         |         |        |        | 18                       |
| ركوب الدراجات           | بي إم إكس                        |          |        |        |       |       |         |          |           |         |         |        |        |          |           | ●         | ●       | 2       |        |        | 18                       |
| ركوب الدراجات           | ركوب الدراجات الجبلية            |          |        |        |       |       |         |          |           |         |         |        |        |          |           |           |         |         | 1      | 1      | 18                       |
| غطس                     | غطس                              |          |        |        |       | 1     | 1       | 1        | 1         |         | ●       | ●      | 1      | ●        | 1         | ●         | 1       | ●       | 1      |        | 8                        |
| فروسية                  | فروسية                           |          |        |        | ●     | ●     | ●       | 2        | ●         | ●       | 1       |        | ●      | 1        | ●         | 1         |         | 1       |        |        | 6                        |
| مبارزة                  | مبارزة                           |          |        |        | 1     | 1     | 1       | 1        | 2         | 1       | 1       | 1      | 1      |          |           |           |         |         |        |        | 10                       |
| هوكي الحقل              | هوكي الحقل                       |          |        |        | ●     | ●     | ●       | ●        | ●         | ●       | ●       | ●      | ●      | ●        | ●         | ●         | 1       | 1       |        |        | 2                        |
| كرة القدم               | كرة القدم                        | ●        | ●      |        | ●     | ●     |         | ●        | ●         |         | ●       | ●      |        |          | ●         | ●         |         | 1       | 1      |        | 2                        |
| غولف                    | غولف                             |          |        |        |       |       |         |          |           | ●       | ●       | ●      | 1      |          |           | ●         | ●       | ●       | 1      |        | 2                        |
| جمباز                   | فني                              |          |        |        | ●     | ●     | 1       | 1        | 1         | 1       |         |        | 4      | 3        | 3         | EG        |         |         |        |        | 18                       |
| جمباز                   | إيقاعي                           |          |        |        |       |       |         |          |           |         |         |        |        |          |           |           |         | ●       | 1      | 1      | 18                       |
| جمباز                   | الترامبولين                      |          |        |        |       |       |         |          |           |         | 1       | 1      |        |          |           |           |         |         |        |        | 18                       |
| كرة اليد                | كرة اليد                         |          |        |        | ●     | ●     | ●       | ●        | ●         | ●       | ●       | ●      | ●      | ●        | ●         | ●         | ●       | ●       | 1      | 1      | 2                        |
| جودو                    | جودو                             |          |        |        | 2     | 2     | 2       | 2        | 2         | 2       | 2       |        |        |          |           |           |         |         |        |        | 14                       |
| الخماسي الحديث          | الخماسي الحديث                   |          |        |        |       |       |         |          |           |         |         |        |        |          |           |           | ●       | 1       | 1      |        | 2                        |
| تجديف                   | تجديف                            |          |        |        | ●     | ●     | ●       | ●        | 2         | 4       | 4       | 4      |        |          |           |           |         |         |        |        | 14                       |
| سباعيات الرجبي          | سباعيات الرجبي                   |          |        |        | ●     | ●     | 1       | ●        | ●         | 1       |         |        |        |          |           |           |         |         |        |        | 2                        |
| إبحار                   | إبحار                            |          |        |        |       |       | ●       | ●        | ●         | ●       | ●       | ●      | 2      | 2        | 2         | 2         | 2       |         |        |        | 10                       |
| رماية                   | رماية                            |          |        |        | 2     | 2     | 2       | 1        | 2         | 1       | 2       | 2      | 1      |          |           |           |         |         |        |        | 15                       |
| سباحة                   | سباحة                            |          |        |        | 4     | 4     | 4       | 4        | 4         | 4       | 4       | 4      |        | 1        | 1         |           |         |         |        |        | 34                       |
| سباحة متزامنة           | سباحة متزامنة                    |          |        |        |       |       |         |          |           |         |         |        | ●      | ●        | 1         |           | ●       | 1       |        |        | 2                        |
| كرة طاولة               | كرة طاولة                        |          |        |        | ●     | ●     | ●       | ●        | 1         | 1       | ●       | ●      | ●      | ●        | 1         | 1         |         |         |        |        | 4                        |
| تايكوندو                | تايكوندو                         |          |        |        |       |       |         |          |           |         |         |        |        |          |           | 2         | 2       | 2       | 2      |        | 8                        |
| كرة المضرب              | كرة المضرب                       |          |        |        | ●     | ●     | ●       | ●        | ●         | ●       | 1       | 1      | 3      |          |           |           |         |         |        |        | 5                        |
| سباق ثلاثي              | سباق ثلاثي                       |          |        |        |       |       |         |          |           |         |         |        |        |          |           |           | 1       |         | 1      |        | 2                        |
| كرة طائرة               | الكرة الطائرة الشاطئية           |          |        |        | ●     | ●     | ●       | ●        | ●         | ●       | ●       | ●      | ●      | ●        | ●         | 1         | 1       |         |        |        | 4                        |
| كرة طائرة               | الكرة الطائرة في الأماكن المغلقة |          |        |        | ●     | ●     | ●       | ●        | ●         | ●       | ●       | ●      | ●      | ●        | ●         | ●         | ●       | ●       | 1      | 1      | 4                        |
| كرة الماء               | كرة الماء                        |          |        |        | ●     |       | ●       | ●        | ●         | ●       | ●       | ●      | ●      | ●        | ●         | ●         | ●       | 1       | 1      |        | 2                        |
| رفع أثقال               | رفع أثقال                        |          |        |        | 1     | 2     | 2       | 2        | 2         |         | 2       | 1      | 1      | 1        | 1         |           |         |         |        |        | 15                       |
| مصارعة                  | مصارعة                           |          |        |        |       |       |         |          |           |         |         |        | 2      | 2        | 2         | 3         | 3       | 2       | 2      | 2      | 18                       |
| مجموع الميدالية الذهبية | مجموع الميدالية الذهبية          |          |        |        | 12    | 14    | 14      | 15       | 20        | 19      | 24      | 21     | 22     | 17       | 25        | 16        | 23      | 22      | 30     | 12     | 306                      |
| المجموع التراكمي        | المجموع التراكمي                 |          |        |        | 12    | 26    | 40      | 55       | 75        | 94      | 118     | 139    | 161    | 178      | 203       | 219       | 242     | 264     | 294    | 306    |                          |
| أغسطس                   | أغسطس                            | 3 إربعاء | 4 خميس | 5 جمعة | 6 سبت | 7 أحد | 8 إثنين | 9 ثلاثاء | 10 إربعاء | 11 خميس | 12 جمعة | 13 سبت | 14 أحد | 15 إثنين | 16 ثلاثاء | 17 إربعاء | 18 خميس | 19 جمعة | 20 سبت | 21 أحد | حفلات الميداليات الذهبية |

## الوفود المشاركة
شاركت في أولمبياد ريو 2016 ما عدده 206 من الوفود، وكانت هذه أول دورة تشارك فيها كل من اللجنة الاولمبية لكوسوفو وجنوب السودان، وفيما سجل غياب الوفد الكويتي بسبب الحظر من قبل اللجنة الاولمبية الدولية الا ان لاعبي الكويتيين شاركوا في المنافسات انما تحت علم وفد الرياضيين الاولمبيين المستقلين.
| اللجان الأولمبية الوطنية المشاركة |
| --- |
| - أفغانستان (3) - ألبانيا (6) - الجزائر (67) - ساموا الأمريكية (4) - أندورا (5) - أنغولا (25) - أنتيغوا وباربودا (9) - الأرجنتين (213) - أرمينيا (33) - أروبا (7) - أستراليا (421) - النمسا (71) - أذربيجان (56) - جزر البهاما (28) - البحرين (35) - بنغلاديش (7) - باربادوس (12) - بيلاروس (121) - بلجيكا (108) - بليز (3) - بنين (6) - برمودا (8) - بوتان (2) - بوليفيا (12) - البوسنة والهرسك (11) - بوتسوانا (12) - البرازيل (465) (المستضيف) - جزر العذراء البريطانية (4) - بروناي (3) - بلغاريا (51) - بوركينا فاسو (5) - بوروندي (9) - كمبوديا (6) - الكاميرون (24) - كندا (314) - الرأس الأخضر (5) - جزر كايمان (5) - جمهورية إفريقيا الوسطى (6) - تشاد (2) - تشيلي (42) - الصين (413) - تايبيه الصينية (60) - كولومبيا (147) - جزر القمر (4) - جمهورية الكونغو (10) - جزر كوك (9) - كوستاريكا (10) - كرواتيا (87) - كوبا (120) - قبرص (16) - جمهورية التشيك (105) - جمهورية الكونغو الديمقراطية (4) - الدنمارك (122) - جيبوتي (7) - دومينيكا (2) - جمهورية الدومينيكان (29) - الإكوادور (38) - مصر (120) - السلفادور (8) - غينيا الاستوائية (2) - إرتريا (12) - إستونيا (45) - إثيوبيا (34) - ولايات ميكرونيسيا المتحدة (5) - فيجي (51) - فنلندا (56) - فرنسا (395) - الغابون (6) - غامبيا (4) - جورجيا (39) - ألمانيا (425) - غانا (14) - بريطانيا العظمى (366) - اليونان (95) - غرينادا (6) - غوام (5) - غواتيمالا (21) - غينيا (5) - غينيا بيساو (5) - غيانا (6) - هايتي (10) - هندوراس (26) - هونغ كونغ (38) - المجر (160) - آيسلندا (8) - الرياضيون الأولمبيون المستقلون في الألعاب الأولمبية (9) - الهند (124) - إندونيسيا (28) - إيران (64) - العراق (23) - جزيرة أيرلندا (77) - إسرائيل (48) - إيطاليا (309) - ساحل العاج (12) - جامايكا (68) - اليابان (338) - الأردن (8) - كازاخستان (104) - كينيا (89) - كيريباتي (3) - كوسوفو (8) - قيرغيزستان (19) - لاوس (6) - لاتفيا (34) - لبنان (9) - ليسوتو (8) - ليبيريا (2) - ليبيا (7) - ليختنشتاين (3) - ليتوانيا (67) - لوكسمبورغ (10) - مقدونيا (6) - مدغشقر (6) - مالاوي (5) - ماليزيا (32) - المالديف (4) - مالي (6) - مالطا (7) - جزر مارشال (5) - موريتانيا (2) - موريشيوس (12) - المكسيك (125) - مولدوفا (23) - موناكو (3) - منغوليا (43) - الجبل الأسود (34) - المغرب (51) - موزمبيق (6) - مينمار (7) - ناميبيا (10) - ناورو (2) - نيبال (7) - هولندا (242) - نيوزيلندا (199) - نيكاراغوا (5) - النيجر (6) - نيجيريا (75) - كوريا الشمالية (35) - النرويج (62) - سلطنة عمان (4) - باكستان (7) - بالاو (5) - فلسطين (6) - بنما (10) - بابوا غينيا الجديدة (8) - باراغواي (11) - بيرو (29) - الفلبين (13) - بولندا (243) - البرتغال (92) - بورتوريكو (42) - قطر (38) - فريق الرياضيين الأولمبيين اللاجئين في الألعاب الأولمبية (10) - رومانيا (97) - روسيا (282) - رواندا (8) - سانت كيتس ونيفيس (7) - سانت لوسيا (5) - سانت فينسنت والغرينادين (4) - ساموا (8) - سان مارينو (5) - ساو تومي وبرينسيب (3) - السعودية (12) - السنغال (22) - صربيا (104) - سيشل (10) - سيراليون (2) - سنغافورة (25) - سلوفاكيا (51) - سلوفينيا (61) - جزر سليمان (3) - الصومال (2) - جنوب إفريقيا (137) - كوريا الجنوبية (205) - جنوب السودان (3) - إسبانيا (306) - سريلانكا (9) - السودان (6) - سورينام (6) - إسواتيني (2) - السويد (152) - سويسرا (104) - سوريا (7) - طاجيكستان (7) - تنزانيا (7) - تايلاند (54) - تيمور الشرقية (3) - توغو (5) - تونغا (7) - ترينيداد وتوباغو (32) - تونس (61) - تركيا (103) - تركمانستان (9) - توفالو (1) - أوغندا (21) - أوكرانيا (203) - الإمارات العربية المتحدة (13) - الولايات المتحدة (554) - الأوروغواي (17) - أوزبكستان (70) - فانواتو (4) - فنزويلا (87) - فيتنام (23) - جزر العذراء (7) - اليمن (4) - زامبيا (7) - زيمبابوي (31) |

#### عدد الرياضيين المشاركين وفق اللجان الأولمبية الوطنية
| الرمز    | الدولة                                                  | عدد الرياضيين |
| -------- | ------------------------------------------------------- | ------------- |
| USA      | الولايات المتحدة                                        | 554           |
| BRA      | البرازيل                                                | 465           |
| GER      | ألمانيا                                                 | 425           |
| AUS      | أستراليا                                                | 421           |
| CHN      | الصين                                                   | 413           |
| FRA      | فرنسا                                                   | 395           |
| GBR      | بريطانيا العظمى                                         | 366           |
| JPN      | اليابان                                                 | 338           |
| CAN      | كندا                                                    | 314           |
| ITA      | إيطاليا                                                 | 309           |
| ESP      | إسبانيا                                                 | 306           |
| RUS      | روسيا                                                   | 265           |
| POL      | بولندا                                                  | 243           |
| NED      | هولندا                                                  | 242           |
| ARG      | الأرجنتين                                               | 213           |
| KOR      | كوريا الجنوبية                                          | 205           |
| UKR      | أوكرانيا                                                | 203           |
| NZL      | نيوزيلندا                                               | 199           |
| HUN      | المجر                                                   | 160           |
| SWE      | السويد                                                  | 152           |
| COL      | كولومبيا                                                | 147           |
| RSA      | جنوب إفريقيا                                            | 137           |
| MEX      | المكسيك                                                 | 125           |
| IND      | الهند                                                   | 124           |
| DEN      | الدنمارك                                                | 122           |
| BLR      | بيلاروس                                                 | 121           |
| CUB      | كوبا                                                    | 120           |
| EGY      | مصر                                                     | 120           |
| BEL      | بلجيكا                                                  | 108           |
| CZE      | جمهورية التشيك                                          | 105           |
| KAZ      | كازاخستان                                               | 104           |
| SRB      | صربيا                                                   | 104           |
| SUI      | سويسرا                                                  | 104           |
| TUR      | تركيا                                                   | 103           |
| ROU      | رومانيا                                                 | 97            |
| GRE      | اليونان                                                 | 95            |
| POR      | البرتغال                                                | 92            |
| KEN      | كينيا                                                   | 89            |
| CRO      | كرواتيا                                                 | 87            |
| VEN      | فنزويلا                                                 | 87            |
| IRL      | جزيرة أيرلندا                                           | 77            |
| NGR      | نيجيريا                                                 | 75            |
| AUT      | النمسا                                                  | 71            |
| UZB      | أوزبكستان                                               | 70            |
| JAM      | جامايكا                                                 | 68            |
| ALG      | الجزائر                                                 | 67            |
| LTU      | ليتوانيا                                                | 67            |
| IRI      | إيران                                                   | 64            |
| NOR      | النرويج                                                 | 62            |
| SLO      | سلوفينيا                                                | 61            |
| TUN      | تونس                                                    | 61            |
| TPE      | تايبيه الصينية                                          | 60            |
| AZE      | أذربيجان                                                | 56            |
| FIN      | فنلندا                                                  | 56            |
| THA      | تايلاند                                                 | 54            |
| BUL      | بلغاريا                                                 | 51            |
| FIJ      | فيجي                                                    | 51            |
| MAR      | المغرب                                                  | 51            |
| SVK      | سلوفاكيا                                                | 51            |
| ISR      | إسرائيل                                                 | 48            |
| EST      | إستونيا                                                 | 45            |
| MGL      | منغوليا                                                 | 43            |
| CHI      | تشيلي                                                   | 42            |
| PUR      | بورتوريكو                                               | 42            |
| GEO      | جورجيا                                                  | 39            |
| ECU      | الإكوادور                                               | 38            |
| HKG      | هونغ كونغ                                               | 38            |
| QAT      | قطر                                                     | 38            |
| BRN      | البحرين                                                 | 35            |
| PRK      | كوريا الشمالية                                          | 35            |
| ETH      | إثيوبيا                                                 | 34            |
| LAT      | لاتفيا                                                  | 34            |
| MNE      | الجبل الأسود                                            | 34            |
| ARM      | أرمينيا                                                 | 33            |
| MAS      | ماليزيا                                                 | 32            |
| TTO      | ترينيداد وتوباغو                                        | 32            |
| ZIM      | زيمبابوي                                                | 31            |
| DOM      | جمهورية الدومينيكان                                     | 29            |
| PER      | بيرو                                                    | 29            |
| BAH      | جزر البهاما                                             | 28            |
| INA      | إندونيسيا                                               | 28            |
| HON      | هندوراس                                                 | 26            |
| ANG      | أنغولا                                                  | 25            |
| SIN      | سنغافورة                                                | 25            |
| CMR      | الكاميرون                                               | 24            |
| IRQ      | العراق                                                  | 23            |
| MDA      | مولدوفا                                                 | 23            |
| VIE      | فيتنام                                                  | 23            |
| SEN      | السنغال                                                 | 22            |
| GUA      | غواتيمالا                                               | 21            |
| UGA      | أوغندا                                                  | 21            |
| KGZ      | قيرغيزستان                                              | 19            |
| URU      | الأوروغواي                                              | 17            |
| CYP      | قبرص                                                    | 16            |
| GHA      | غانا                                                    | 14            |
| PHI      | الفلبين                                                 | 13            |
| UAE      | الإمارات العربية المتحدة                                | 13            |
| BAR      | باربادوس                                                | 12            |
| BOL      | بوليفيا                                                 | 12            |
| BOT      | بوتسوانا                                                | 12            |
| ERI      | إرتريا                                                  | 12            |
| CIV      | ساحل العاج                                              | 12            |
| MRI      | موريشيوس                                                | 12            |
| KSA      | السعودية                                                | 12            |
| BIH      | البوسنة والهرسك                                         | 11            |
| PAR      | باراغواي                                                | 11            |
| CGO      | جمهورية الكونغو                                         | 10            |
| CRC      | كوستاريكا                                               | 10            |
| HAI      | هايتي                                                   | 10            |
| LUX      | لوكسمبورغ                                               | 10            |
| NAM      | ناميبيا                                                 | 10            |
| PAN      | بنما                                                    | 10            |
| ROT      | فريق الرياضيين الأولمبيين اللاجئين في الألعاب الأولمبية | 10            |
| SEY      | سيشل                                                    | 10            |
| ANT      | أنتيغوا وباربودا                                        | 9             |
| BDI      | بوروندي                                                 | 9             |
| COK      | جزر كوك                                                 | 9             |
| KUW      | الكويت                                                  | 9             |
| LIB      | لبنان                                                   | 9             |
| SRI      | سريلانكا                                                | 9             |
| TKM      | تركمانستان                                              | 9             |
| BER      | برمودا                                                  | 8             |
| ESA      | السلفادور                                               | 8             |
| ISL      | آيسلندا                                                 | 8             |
| JOR      | الأردن                                                  | 8             |
| KOS      | كوسوفو                                                  | 8             |
| LES      | ليسوتو                                                  | 8             |
| PNG      | بابوا غينيا الجديدة                                     | 8             |
| RWA      | رواندا                                                  | 8             |
| SAM      | ساموا                                                   | 8             |
| ARU      | أروبا                                                   | 7             |
| BAN      | بنغلاديش                                                | 7             |
| DJI      | جيبوتي                                                  | 7             |
| LBA      | ليبيا                                                   | 7             |
| MLT      | مالطا                                                   | 7             |
| MYA      | مينمار                                                  | 7             |
| NEP      | نيبال                                                   | 7             |
| PAK      | باكستان                                                 | 7             |
| SKN      | سانت كيتس ونيفيس                                        | 7             |
| SYR      | سوريا                                                   | 7             |
| TAN      | تنزانيا                                                 | 7             |
| TJK      | طاجيكستان                                               | 7             |
| TGA      | تونغا                                                   | 7             |
| ISV      | جزر العذراء                                             | 7             |
| ZAM      | زامبيا                                                  | 7             |
| ALB      | ألبانيا                                                 | 6             |
| BEN      | بنين                                                    | 6             |
| CAM      | كمبوديا                                                 | 6             |
| CAF      | جمهورية إفريقيا الوسطى                                  | 6             |
| GAB      | الغابون                                                 | 6             |
| GRN      | غرينادا                                                 | 6             |
| GUY      | غيانا                                                   | 6             |
| LAO      | لاوس                                                    | 6             |
| MAD      | مدغشقر                                                  | 6             |
| MKD      | مقدونيا                                                 | 6             |
| MLI      | مالي                                                    | 6             |
| MOZ      | موزمبيق                                                 | 6             |
| NIG      | النيجر                                                  | 6             |
| PLE      | فلسطين                                                  | 6             |
| SUD      | السودان                                                 | 6             |
| SUR      | سورينام                                                 | 6             |
| AND      | أندورا                                                  | 5             |
| BUR      | بوركينا فاسو                                            | 5             |
| CPV      | الرأس الأخضر                                            | 5             |
| CAY      | جزر كايمان                                              | 5             |
| FSM      | ولايات ميكرونيسيا المتحدة                               | 5             |
| GUM      | غوام                                                    | 5             |
| GUI      | غينيا                                                   | 5             |
| GBS      | غينيا بيساو                                             | 5             |
| MAW      | مالاوي                                                  | 5             |
| MHL      | جزر مارشال                                              | 5             |
| NCA      | نيكاراغوا                                               | 5             |
| PLW      | بالاو                                                   | 5             |
| LCA      | سانت لوسيا                                              | 5             |
| SMR      | سان مارينو                                              | 5             |
| TOG      | توغو                                                    | 5             |
| ASA      | ساموا الأمريكية                                         | 4             |
| IVB      | جزر العذراء البريطانية                                  | 4             |
| COM      | جزر القمر                                               | 4             |
| COD      | جمهورية الكونغو الديمقراطية                             | 4             |
| GAM      | غامبيا                                                  | 4             |
| IOA      | الرياضيون الأولمبيون المستقلون في الألعاب الأولمبية     | 4             |
| MDV      | المالديف                                                | 4             |
| OMA      | سلطنة عمان                                              | 4             |
| VIN      | سانت فينسنت والغرينادين                                 | 4             |
| VAN      | فانواتو                                                 | 4             |
| YEM      | اليمن                                                   | 4             |
| AFG      | أفغانستان                                               | 3             |
| BIZ      | بليز                                                    | 3             |
| BRU      | بروناي                                                  | 3             |
| KIR      | كيريباتي                                                | 3             |
| LIE      | ليختنشتاين                                              | 3             |
| MON      | موناكو                                                  | 3             |
| STP      | ساو تومي وبرينسيب                                       | 3             |
| SOL      | جزر سليمان                                              | 3             |
| SSD      | جنوب السودان                                            | 3             |
| TLS      | تيمور الشرقية                                           | 3             |
| BHU      | بوتان                                                   | 2             |
| CHA      | تشاد                                                    | 2             |
| DMA      | دومينيكا                                                | 2             |
| GEQ      | غينيا الاستوائية                                        | 2             |
| LBR      | ليبيريا                                                 | 2             |
| MTN      | موريتانيا                                               | 2             |
| NRU      | ناورو                                                   | 2             |
| SLE      | سيراليون                                                | 2             |
| SOM      | الصومال                                                 | 2             |
| SWZ      | إسواتيني                                                | 2             |
| TUV      | توفالو                                                  | 1             |
| الإجمالي | 11,339                                                  |               |

### وفد اللاجئين
بسبب عدم قدرة بعض الرياضيين من المشاركة من ضمن وفودهم الوطنية الخاصة لاسباب سياسية والهجرة، فان اللجنة الاولمبية الدولية في 3 حزيران 2016 قامت باختيار عشر لاعبين من اصل 43 من الرياضيين القادريين على المشاركة في الاولمبياد للمشاركة في اولمبياد ريو 2016 تحت مسمى الفريق الاولمبي لللاجئيين تحت العلم الاولمبي.

### وفد المستقلين
وبسبب تعليق اللجنة الاولمبية الوطنية الكويتية من قبل اللجنة الدولية، سمح للرياضيين من الكويت بالمشاركة تحت العلم الاولمبي كلاعبين اولمبيين مستقلين.

### البيوت الوطنية
خلال دورة الألعاب، كان لبعض البلدان أوالقارات تجمع خاص بها يسمى البيت الوطني . يجتمع فيها المؤيدين والرياضيين وغيرهم من اتباع الوفد . و هذه البيوت تقدم تجربة للتبادل الحضاري والثقافي بين مختلف الشعوب وتعرف على الثقافات المتعدده من خلال المعارض والحفلات أو حتى من خلال التحف والمقتنيات التذكارية .

## جدول الميداليات
| الترتيب                         | منتخب                           | ذهبية | فضية | برونزية | المجموع |
| ------------------------------- | ------------------------------- | ----- | ---- | ------- | ------- |
| 1                               | الولايات المتحدة (USA)          | 46    | 37   | 38      | 121     |
| 2                               | بريطانيا العظمى (GBR)           | 27    | 23   | 17      | 67      |
| 3                               | الصين (CHN)                     | 26    | 18   | 26      | 70      |
| 4                               | روسيا (RUS)                     | 19    | 18   | 19      | 56      |
| 5                               | ألمانيا (GER)                   | 17    | 10   | 15      | 42      |
| 6                               | اليابان (JPN)                   | 12    | 8    | 21      | 41      |
| 7                               | فرنسا (FRA)                     | 10    | 18   | 14      | 42      |
| 8                               | كوريا الجنوبية (KOR)            | 9     | 3    | 9       | 21      |
| 9                               | إيطاليا (ITA)                   | 8     | 12   | 8       | 28      |
| 10                              | أستراليا (AUS)                  | 8     | 11   | 10      | 29      |
| 11–87                           | باقي اللجان الأولمبية الوطنية   | 125   | 149  | 183     | 457     |
| المجموع (87 لجنة أولمبية وطنية) | المجموع (87 لجنة أولمبية وطنية) | 307   | 307  | 360     | 974     |

### الارقام القياسية
وقد تم كسر 27 رقما عالميا وكسر واحد وتسعين رقما أولمبيا خلال دورة الألعاب الأولمبية الصيفية لعام 2016. تم تسجيل ارقام في كل من النبالة، وألعاب القوى، والتجديف، الدراجات المضمار، الخماسي الحديث، والتجديف، والرماية والسباحة ورفع الاثقال.

## مقالات ذات صلة
- الألعاب البارالمبية الصيفية 2016
- دورة الألعاب الأولمبية
- الألعاب الأولمبية القديمة
- اللجنة الأولمبية الدولية
- قسم أولمبي

## روابط خارجية
- (en) الموقع الرسمي لألعاب ريو دي جانيرو
- (en) الموقع الرسمي لللجنة الأولمبية الدولية